# 官公庁のマスコットキャラクター一覧
官公庁のマスコットキャラクター一覧（かんこうちょうのマスコットキャラクターいちらん）は、警察・消防・自治体などの官公庁のマスコットキャラクターをまとめたものである。
企業のマスコットキャラクターに関してはマスコットキャラクター一覧を、国公立大学のマスコットキャラクターについては大学のマスコットキャラクター一覧を、神奈川県のマスコットキャラクターについては神奈川県のマスコットキャラクター一覧を参照されたい。

## 中央省庁
- KOHちゃん[1]（人事院）
- ピクルス王子・パセリちゃん（防衛省・自衛隊）
  - 陸まさむね君（自衛隊宮城地方協力本部）
  - あずま君・かすみちゃん（陸上自衛隊東部方面隊）
  - トウチくん（自衛隊東京地方協力本部）
  - まもるくん（自衛隊大阪地方協力本部）
  - ひょうちん（自衛隊兵庫地方協力本部）
- そうくん・むうくん・しょう子ちゃん[2]（総務省）
  - 主に広報誌上でナビゲーターを務めるトリオ。乗り物は「MIC号」（ちなみに、MICは総務省の英文表記での略称）。
- センサスくん（総務省・国勢調査）
- マイナちゃん[3]（内閣府・デジタル庁） - マイナンバーのマスコットキャラクター
- マイキーくん[4]（総務省） - 公的個人認証サービスのマスコットキャラクター
- デンパ君（電波利用関連キャラクター）[5][6]（総務省）
- E-NAVIフレンズ（総合通信基盤局消費者行政課広報キャラクター）[7]（総務省）
- Kinki CATs（近畿財務局）
- すだちポン（四国財務局徳島財務事務所）
- にゃんきゅう（九州財務局）
- カスタム君（税関）[8] - 麻薬探知犬をモデルとした税関イメージキャラクター
- 人KENまもる君・人KENあゆみちゃん[9]（法務省） - 人権イメージキャラクター
- トウキツネ[10]（法務省） - 不動産登記推進イメージキャラクター
- ホゴちゃん・サラちゃん（法務省保護局）- 更生保護のマスコットキャラクター
- イミグー[11]（出入国在留管理庁）
- マグー（札幌高等検察庁）
  - ユーキー（札幌地方検察庁）
  - はっぴー（函館地方検察庁）
  - シローくん（旭川地方検察庁）
  - クルル（釧路地方検察庁）
- 花笠娘・チェリ夫・チェリ美（山形地方検察庁）
- らっか正義君・法ジロー君・ちばっち君・風太君（千葉地方検察庁）
- 江戸っ子検ちゃん・江戸っ子かすみちゃん（東京地方検察庁）
- ナーポ（名古屋高等検察庁）
  - 鯱あ郎（名古屋地方検察庁）
  - とびー（金沢地方検察庁）
  - ぐらうすリン・ぐらうすロン（富山地方検察庁）
  - やるカニ（福井地方検察庁）
  - ウーピー・ウージー（岐阜地方検察庁）
  - みえるもん（津地方検察庁）
- びわポン（大津地方検察庁）
- なっち（奈良地方検察庁）
- サイバンインコ[12][13]（福岡高等検察庁）
  - さがっこ戦隊シチケンジャー（バルーンレンジャー・やきものレンジャー・よしのがりレンジャー・くんちレンジャー・いかレンジャー・ムツゴロウレンジャー・のりレンジャー・みかんちゃん）（佐賀地方検察庁）
  - ドラぽん（長崎地方検察庁）
  - ヒーゴ（熊本地方検察庁）
  - かちけん君（鹿児島地方検察庁）
- セキュリーナ（経済産業省・「CHECK PC!」キャンペーン）
- 我須野一家（経済産業省・ガス安全広報キャラクター）
- パテ丸くん（特許庁・産業財産権制度シンボルマーク）
- コマメちゃん[14]（環境省）
- そらまめ君[15]（環境省）
- 君野イマ・君野ミライ[16]（環境省・「COOL CHOICE」イメージキャラクター）
- シカボー、モシカちゃん（国営みちのく杜の湖畔公園）
- えんどうまめくん[17]（国土交通省・近畿地方整備局）
- プルト君（科学技術庁）
  - 動力炉・核燃料開発事業団の宣伝キャラ。プルトニウムの安全性を宣伝。
- きくはちぞう（技術試験衛星きく8号キャラクター）[18]（宇宙航空研究開発機構）
- うみまるとうーみん（海上保安庁）
- はれるん（気象庁）[19]
- 以下の旧郵政省関連キャラクターは、郵政民営化により廃止されている。
  - ユウちゃんとアイちゃん（郵便貯金）
  - カンちゃん（簡易保険）
  - ナンバーくん（郵便）
  - ポストン（郵便）

## 警察
2005年（平成17年）3月1日に島根県警にマスコットが制定され、警視庁およびその他各道府県警、海上保安庁のすべてにマスコットキャラクターの存在が確認されている。
栃木県警のルリーのみ本庁に所属するマスコットであり、それ以外は全て直属である。
敬称の「くん」、「ちゃん」等も正式名称に含まれているキャラクターが多い。
- ほくとくん（北海道警察）
- アピーくん、レピーちゃん（青森県警察）
- 雨ぽかぽ・風ぴかぽ（岩手県警察）[注 1]
- みやぎくん（宮城県警察）[20]
- まもるくん（秋田県警察）
- カモンくん（山形県警察）
- 福ぼうしくん、福ぼうしさん（福島県警察）
- ひばりくん（茨城県警察）
- ルリちゃん（栃木県警察） - 栃木県本庁に所属する準マスコットを兼任する形で起用。1986年誕生と後任者のとちまるくんより非常に古いマスコットであり、人気もあるが、商品発売はされていない。
- 上州くん、みやまちゃん（群馬県警察）
- ポッポくん、ポポ美ちゃん（埼玉県警察）
- シーポック（千葉県警察）
- ピーポくん（警視庁）
- ピーガルくん（神奈川県警察）[21]
- ひかるくん、ひかりちゃん（新潟県警察）[22]
- 立山くん（富山県警察）[23]
- いぬわしくん、いぬわしちゃん（石川県警察）
- リュウピーくん（福井県警察）
- ふじくん（山梨県警察）
- ライポくん（長野県警察）
- RAI（ライ）・REN（レン）（岐阜県警察）
  - らぴぃ（岐阜県警察・前任）
- エスピーくん（静岡県警察）
- コノハけいぶ（愛知県警察）
- ミーポくん（三重県警察）
- ケイタくん（滋賀県警察）
- ポリスまろん（京都府警察）[24] - 2011年4月より
  - キョッピー（京都府警察・前任）
- フーくん、ケイちゃん（大阪府警察）
- コウヘイくん、まもりちゃん（兵庫県警察）
- ナポくん（奈良県警察）
- きしゅう君（和歌山県警察）
- ぱとろーくん（鳥取県警察）
- みこぴーくん（島根県警察）
- ももくん（岡山県警察）
- メイプルくん（広島県警察）
- モシカ（広島県警察） - 「減らそう犯罪」広島県総ぐるみ運動マスコットキャラクター
- ふくまるくん（山口県警察）
- うずしお君（徳島県警察）
- ヨイチ（香川県警察）
- いよまもるくん、あんちゃん、しんちゃん（愛媛県警察）
- ポリンくんとポーリーちゃん（高知県警察）[25]
- ふっけいくん（福岡県警察）
- ごろうくん（佐賀県警察）[26]
- キャッチくん（長崎県警察）
- ゆっぴー（熊本県警察）
- ピンキーくん（大分県警察）
- みやけいちゃん（宮崎県警察）
- かごパトくんとさくらロールちゃん（鹿児島県警察） 2019年7月より[注 2]
  - チェストくん（鹿児島県警察・前任）
- シーサーくん（沖縄県警察） - シーサーがモチーフ

## 消防・防災
- ホットくん、ラインちゃん（旭川市消防本部）
- ショウちゃん（小樽市消防本部）
- レスキューまさむね君、火消しまさむね君、QQまさむね君、防災まさむね君（仙台市消防局）
- ルリちゃん（栃木県消防防災航空隊マークマスコット）
- まもるくん（喜多方広域消防本部）
- さかサイ君（柏市消防局） - 本来は逆井商店会のキャラクターであるが、2014年より消防局キャラクターを兼務
- キュータ（東京消防庁）[27]
- フクちゃん（池袋消防署）[28] - 防火服を着用したフクロウのキャラクター
- 太助またはTASUKE （川崎市消防局）
- ハマくん（横浜市消防局）
- 消太（沼津市消防本部）
- カワセミーズ（静岡市消防局）
- ヒケッシー（豊橋市消防本部）
- けすゾウ親子（けすゾウ、けし太）（愛知郡広域行政組合消防本部）
- ケッシィ（名古屋市消防局）
- 消太くん（新潟市消防局）
- パッ君（金沢市消防局火災予防マスコット）
- JOJO（富山市消防局）
- 消ちゃん（射水市消防本部）
- ラブ（四日市市消防本部）
- はにたん（高槻市消防本部）市内出土の武人埴輪がモチーフ。
- TASSY（堺市消防局）
- ウーカン（神戸市消防局）
- ピースケ君（広島市消防局）
- ひかるくん（光地区消防組合）
- スーパーダッシュくん（久万高原町消防本部）
- チェックル（北九州市消防局防災マスコット）[29]
- かすにゃん（粕屋南部消防組合消防本部）

## 独立行政法人等
- こぶんちょさん（国立公文書館）
- トラりん（京都国立博物館）[30]

## 自治体等

### 北海道
- ドーチョくん（北海道）
- 宗太くん（宗谷総合振興局、道税広報キャラクター）[31]

#### 札幌市
- トメマルくん（環境局）
- クリンちゃん（建設局）
- こりんとめーたん（豊平区）
- タッピー（東区）
- きよっち（清田区）
- ピカットくん（厚別区）
- さんかくやまベェ（西区、エコキャラクター）
- ていぬ（手稲区）
- しろっぴー（白石区）

#### その他市町村
- あさっぴー（旭川市）
- あつまるくん（厚真町）
- あつもん（礼文郡礼文町）
- いくらすじ子（雄武町）
- ウサパラくん（喜茂別町）
- うにまる（奥尻町）
- えべチュン（江別市）
- おけばんばくん（置戸町）
- おらいも君（厚沢部町）
- カールス君（鹿部町）
- KAZUMOちゃん（留萌市）
- カミゴン（上ノ国町）
- キーコ（木古内町）
- くじらん（室蘭市）[32]
- くまだ　とまお（苫前町）
- さほっちファミリー（士別市）
- しほろっち戦隊シホロンファイブ（士幌町）[33] - ジャガイモン、キャロリーナ、タマネギン、トマーニョ、アスパランによって構成
- じゃが太くん（虻田郡倶知安町）
- ずーしーほっきー (北斗市)
- セターナちゃん（せたな町）
- たら丸（岩内郡岩内町、岩内観光協会）
- 風太（寿都郡寿都町）
- ぶたどんまん（十勝総合振興局）
- ボルタ（室蘭市）[34]
- まんべくん（長万部町）
- ミミ太、ミミちゃん（旧砂原町）
- モモちん（遠別町）

### 青森県
- あしゅまる（青森県）[35]
- いかずきんズ（八戸市） - 市制80周年記念キャラクター
- エコル（青森市） - 環境マスコット
- たか丸くん（弘前市） - 弘前城築城400年祭
- つがーるちゃん（つがる市）[36] - 経済部地域振興対策室（つがる市農産物ブランド化推進会議）
- ムッシュ・ムチュランI世（むつ市） - 「むつ市のうまいは日本一!」のイメージキャラクター
- 雲丹（うんたん）（佐井村） - 村の特産品であるウニがモデル
- アオモリンゴリラ（青森市） - 市の特産品であるリンゴがモデル。DD。
- おんこちゃん（五戸町） - 五戸町PRキャラクター

### 岩手県
- 若さま、弁くん（奥州市、平泉町）
- かまリン（釜石市） - 市制施行70周年等記念にあわせて制定
- のんちゃん（野田村） - 鮭の稚魚がモデル
- ヒエポン（軽米町） - ヒエの妖精
- たかたのゆめちゃん （陸前高田市）
- おおふなトン （大船渡市） - 銀河連邦サンリクオオフナト共和国PRキャラクター
- しわまろくん （盛岡市）  - 盛岡市の国史跡志波城跡を復元整備した歴史公園志波城古代公園のマスコット。

### 宮城県
- むすび丸 - 伊達政宗と三角おむすびを組み合わせた仙台・宮城デスティネーションキャンペーン推進マスコット。
- ケヤッキー - 第56回国民体育大会・第1回全国障害者スポーツ大会 マスコットなど
- ワケルくん（仙台市）-ごみ減量・リサイクル推進マスコット。
- いしぴょん、いしぴぃ（いしぴょんず）（石巻市）
- 海の子 ホヤぼーや（気仙沼市産業部観光課）
- こじゅうろうくん（白石市）
- ポチ武者こじゅーろう（白石市）
- カーナくん（名取市役所）
- ひかりちゃん☆（角田市商工観光課）
- はっとン（登米市）
- ねじり ほんにょ（栗原市）
- イート、イーナ（東松島市）
- ざおうさま（蔵王町農林観光課）
- さくらっきー（大河原町観光協会）
- くらりん（村田町観光協会）
- はなみちゃん（柴田町）
- チョコえもん（川崎町）
- わたりん（亘理町観光協会）
- ホッキーくん（山元町地域産業振興協議会）
- アサヒナサブロー（大和町役場）
- 常のモロ（大郷町）
- 活平（かっぺい）くん、麻子（あさこ）ちゃん（色麻町）
- かみ～ご（加美町）
- 城山の金さん（涌谷町）

### 秋田県
- んだッチ（秋田県）- 2015年に観光マスコットとして登場し、2017年にスギッチから秋田県全体のマスコットとしての任務を引き継いだ。
- スギッチ（秋田県・旧マスコット） - 秋田わか杉国体・秋田わか杉大会マスコット
- 森っち（第59回全国植樹祭シンボル）- 秋田県職員、由利本荘ひな街道応援大使、緑の募金の森林づくり大使
- エコアちゃん（秋田市の環境マスコット）[37] - ブナの妖精ではあるが、頭頂部の双葉は嬉しいことがあるとヒマワリのような花になる。7人家族の長男。
- カンちゃん（秋田市の上下水道マスコット）[38] - 本名、水乃環太朗。自由に体形を変化できる設定は着ぐるみにも生かされている。
- ゼイキッズ（秋田市の税に関するマスコット）[39] - タックス星から税金について学ぶため秋田市役所に来たゼイレッド、ゼイブルー、ゼイイエローの男2女1の3人組。
- はちくん（大館市）[40]
- かぶきん（小坂町）[41]
- たんぽ小町ちゃん（鹿角市）[42]
- バタもっち（北秋田市）[43]
- こあぴょん（上小阿仁村）[44]
- ニャンパチ（八郎潟町）[45]
- だまこちゃん（五城目町）[46]
- たっこちゃん（仙北市・旧田沢湖町）
- オモテナシ3兄弟（仙北市）
- にかほっぺん（にかほ市）[47]
- まるびちゃん（大仙市）[48]
- ミズモ（美郷町）[49]
- やきっピ（横手市）[50]
- てくてくん（横手市のウォーキング促進マスコット）[51]
- しず小町（湯沢市）
- なる仙くん（東成瀬村商工会）[52]

### 山形県
- きてけろくん（山形県おもてなし課長）[53]
- まめうさ （庄内空港ビルのマスコットキャラクター）[54]
- ごみゼロくん（やまがた環境展2012 ごみゼロやまがた県民運動キャラクター）[55]
- ペロリン（「おいしい山形」）[56]
- スグニー（山形県庁と県内市町村が行っている電子申請サイトのマスコット）[57]
- 紅太郎（山形県、国民文化祭2003のマスコット）[58]
- 芋煮マン（山形市山形青年会議所、日本一の芋煮会マスコットキャラクター）[59]
- 里味ちゃん（山形市山形青年会議所、日本一の芋煮会マスコットキャラクター）
- かねたん（米沢市、「天地人」主人公直江兼続の米沢市マスコットキャラクターとして誕生）
  - おせんちゃん
  - かげっちさま
  - けーじろー
- 上杉トモローくん（米沢上杉雪灯篭まつりイメージキャラクター）
- チェリン（寒河江市のイメージキャラクター）
- ブナミちゃん（横川ダム水源地域ビジョンのマスコット）[60]
- もしぇのん、あののん（酒田市の公認マスコットキャラクター）[61] - 獅子舞がモチーフ

### 福島県
- キビタン（福島県）[62]1995年から
  - キビママ（妻）・キビマル（長男）・キビィ（長女）
- ももりん（福島市）[63]
- あさまる（浅川町）
- ホタピー（桑折町）
- がくとくん（郡山市）
  - おんぷちゃん（がくとくんの妹という設定）
- 菊松くん（二本松市）
- まゆみちゃん（本宮市）[64]
  - あゆみちゃん（友好都市である埼玉県上尾市のゆるキャラ「アッピー」とまゆみちゃんの子供という設定）[65]
- たまちゃん（大玉村）
- ボータン（須賀川市）
- カブトンファミリー（カブトン・カブリン・カブッチ）（田村市）[66]
  - オリオンちゃん（田村市）
- あいづじげん（会津美里町）
- キララちゃん（石川町）
- こまっちィ（小野町）- こまちダムイメージキャラクター
- こゆりちゃん（西会津町）
- たなちゃん（棚倉町）
- やぶさめくん（古殿町）
- フタバくん（双葉町）
- うとちゃん（柳津町）
- かぼまる（金山町）[67]
- ブナりん（只見町）[68]
- たいらもん（いわき市）
- フラねこ（いわき市、第1回いわきフラオンパク開催に合わせて制定）
- クリンピー（いわき市のごみ減量マスコット）

### 茨城県
- いばラッキー（茨城県）-いきいき茨城ゆめ国体・いきいき茨城ゆめ大会マスコット
- 茨ひより（茨城県）-公務員として所属するバーチャルYouTuber（VTuber）。本来のマスコットであるいばラッキーよりも露出度が高い。
- ハッスル黄門（茨城県前マスコット、2019年までで、いばラッキーの実質的な前任）-全国健康福祉祭ねんりんピック2007、国民文化祭2008、技能五輪全国大会2009マスコット
- あやめ（潮来市）
- いしおさん（石匠の見世蔵の作品・真壁石を使用した石のキャラクター。着ぐるみも存在）
- いたこいぬ（潮来市・道の駅いたこマスコット）
- かみねっちょ（日立市）
- いしおか恋瀬姫（石岡市）
- シモンちゃん（下妻市）
- ちからくん・ひなたちゃん（ひたちなか市）[69]
- ツクツク（つくば市）[70]
- つちまる（土浦市、市制70周年マスコットキャラクター）
- キララちゃん（土浦市、NPO法人まちづくり活性化土浦キャラクター）
- ナカマロちゃん（那珂市）
- はぎまろ（高萩市）
- ひたまる（常陸大宮市）
- ぼくでん（鹿嶋市・塚原卜伝、NHK大河ドラマ誘致キャンペーンキャラクター）
- ほこまる（鉾田市）
- ホロルちゃん（城里町）
- みずまる（行方市・霞ヶ浦ふれあいランドマスコット）
- みとちゃん（水戸市）
- 将門くん（坂東市）

### 栃木県
- とちまるくん[71]（栃木県、第24回全国スポレク祭マスコット→県のマスコット）
- ミヤリー（宇都宮市市制110周年記念マスコット）
- たかうじくん（足利市）
- とち介（栃木市マスコットキャラクター）
- コスもん（栃木市岩舟地域）
- さのまる（佐野ブランドキャラクター）
- ベリーちゃん（鹿沼市）
- ニューピンキー、開運★おやまくま（小山市）
- コットベリー（真岡市）
- 与一くん（大田原市マスコットキャラクター、那須与一がモデル）
- なかっぴ&こなっぴ（大田原市、栃木県なかがわ水遊園広報部長）[72]
- みるひぃ（那須塩原市）
- おいでナスくん（那須塩原市、那須どうぶつ王国）[73]
- みるひぃ（那須塩原市牛乳消費拡大PRキャラクター）[74]* かみたん（上三川町）
- マシコット（益子町マスコットキャラクター）
- のぎのん（野木町）
- クロロとゆめな（那須町黒田原地域イメージキャラクター）
- KINUちゃん&KAWAちゃん（鬼怒川・川治温泉郷）[75]

### 群馬県
- ぐんまちゃん（群馬県）
  - 初代 - 第38回国民体育大会「あかぎ国体」漫画家、故馬場のぼるデザイン）
  - 2代目 - アンテナショップ「ぐんまちゃん家」オープンに際し、ゆうまちゃんから2008年に改名。1994年第3回全国知的障害者スポーツ大会ゆうあいピック群馬大会マスコットとして誕生。
- ころとん（前橋市 TONTONのまち前橋マスコットキャラクター）[76]
- アルティ（渋川市 アルテナード渋川イメージキャラクター）
- おおたん（太田市）
- お富ちゃん（富岡市、元富岡製糸場キャラクター おエイちゃん）[77]
- キノピー（桐生市）
- キラットくん（伊勢崎オート）
- たか丸（高崎市、県達磨製造協同組合）
- タッキー（高崎競馬場）
- ドラキリュウ（桐生競艇場）
- ぬまたんち（ぬっくん・まっくん・たっくん）（沼田市）
- ぽんちゃん（館林市、館林市観光協会イメージキャラクター）[78]
- もじゃろー（伊勢崎市、伊勢崎商工会議所青年部 いせさきもんじゃイメージキャラクター）
- ゆもみちゃん（草津町、草津温泉観光協会、草津温泉観光大使）
- みどモス（みどり市）

### 埼玉県
埼玉県は県内のゆるキャラで「ゆる玉応援団」を結成し、県内にたくさんいるゆるキャラを県のPR活動へ利用している。

#### 埼玉県
- コバトン - 2004年に開催された「彩の国まごころ国体」の大会マスコットとして2000年に制作。その後、県マスコット、県特命宣伝部長になった。
- さいたまっち - 設楽統（バナナマン）デザイン
- エビオ君 - 薬務課献血マスコットキャラクター
- クマムシくん&クマニャンコちゃん - 下水道局マスコットキャラクター

#### さいたま市
- つなが竜nu（ヌゥ）（さいたま市）- PRキャラクター
- さいちゃん[80]（さいたま市）- 環境キャラクター
- ピッチ、チャッピー（さいたま市）- 水道局キャラクター
- 農ちゃん（さいたま市）- 農政キャラクター
- うすい君、おすい君（さいたま市）- 下水道部キャラクター
- としょ丸、としょ子[81]（さいたま市）- 図書館キャラクター
- 浦和うなこちゃん（さいたま市）- やなせたかしデザイン
- 緑太郎（さいたま市）- 緑区マスコット
- ラッキー君（さいたま市）- 緑区子どもまつりマスコット
- もうかりやっこ（さいたま市）- 商工会議所岩槻支部マスコット
- プララちゃん&ノースケくん（さいたま市）- プラザノース（北区複合公共施設）キャラクター

#### その他市町村
- きゅぽらん（川口市）- マスコットキャラクター
- ごみまるくん（川口市）- ごみ減量キャンペーンキャラクター
- ムービー（川口市）- 川口商工会議所会報イメージキャラクター
- スマッピー（川口市）- 鳩ヶ谷商工会イメージキャラクター
- チョイワル・かっちゃん（川口市）- 川口市観光物産協会マスコット
- ジュリアン（川口市）- 川口緑化センター・樹里安（じゅりあん）マスコット
- アッピー（上尾市）[82]
- あゆみ（上尾市）- 友好都市の福島県本宮市との共通マスコット
- ガーヤちゃん（越谷市）- 商工会マスコット
- こいのぼりん1世&2世（加須市）
- こいのぼりちゃん（加須市）
- こいのぼりマン (加須市) - 加須市に公認された[83]
- こまちちゃん（加須市騎西地区）- 加須市商工会騎西支所（旧・騎西商工会）マスコット
- コーくん、ホーちゃん（戸田市）-「広報戸田市」に登場する同紙のイメージキャラクターで、両方をあわせると「コーホー（広報）」となる。
- とだみちゃん（戸田市）- 戸田ヶ原自然再生キャラクター
- トマピー（戸田市）- 戸田市ボランティア・市民活動支援センターイメージキャラクター
- さかろん（坂戸市）- マスコットキャラクター
- さかっち（坂戸市）- 坂戸よさこい祭りマスコット
- つるゴン（鶴ヶ島市）
- ポテくまくん（秩父市）- イメージキャラクター
- りゅうごん（秩父市吉田地区）- 石ノ森章太郎デザイン
- とまちゃん（北本市）- 北本トマトイメージキャラクター
- ハッピーこまちゃん（八潮市）
- パリポリくん（草加市）- 草加せんべいマスコット
- いるティー（入間市）
- ファミリー（家族の男の子、女の子、母、父、おじいちゃん、おばあちゃんの名前は不明）（入間市）
- ムジナもん（羽生市）[84]
- いがまんちゃん、フナどん、いたっち、イナゴージャス、しらさぎ婦人、ザリガニ博士、あにっち（羽生市)
- トコろん（所沢市）- イメージマスコット
- ひばりちゃん（所沢市）- 広報マスコット
- ワラビー（蕨市）- マスコットキャラクター
- エンジェルわらぶー（蕨市） - マスコットキャラクター 高見沢俊彦（THE ALFEE）デザイン
- わらじろう（蕨市）
- ぽぽたん（朝霞市）
- 彩夏（さいか）ちゃん（朝霞市）
- かいちゃん&つぶちゃん（三郷市）[85]
- 見まわりツブりん（三郷市）- 防犯キャラクター[86]
- 星夢（すたむ）ちゃん（小川町）
- くりっかー&くりっぴー（日高市）[87]
- もろ丸くん（毛呂山町） [88]
- いろは水輝（みずき）&4式（ししき）ロボ（志木市）- 観光PRキャラクター 松浦まさふみデザイン
- シッキー（志木市）
- カパル（志木市）- 応援マスコットキャラクター、財団法人志木市文化スポーツ振興公社キャラクター[89]
- カッピー（志木市）- 応援マスコットキャラクター、いろは商店会 [90]
- 志木あらちゃん（志木市）- 応援マスコットキャラクター
- よしみん（吉見町）
- こぜにちゃん&フラべぇ（行田市）[91]
- ニニギン&コノハちゃん（行田市） [92]
- おりぴぃ（狭山市）
- ニャオざね（熊谷市）- 市民活動イメージキャラクター[93]
- あつべえ（熊谷市）- 「あついぞ！熊谷」シンボルキャラクター[94]
- えんむちゃん（熊谷市妻沼地区）- くまがや市商工会妻沼支所キャラクター
- ときも（川越市）
- ゾウキリン（新座市）
- ふっかちゃん（深谷市）
- みらいくん&のぞみちゃん（三芳町）
- 伊奈ローズちゃん&伊奈ローズくん（伊奈町）
- ブコーさん（横瀬町）- 林家たい平デザイン
- うめりん（越生町）
- 来久（like・らいく）ちゃん（久喜市久喜地区）
- しょうぶパン鬼ー（久喜市菖蒲地区） - 菖蒲町商工会青年部キャラクター
- かがみん（久喜市鷲宮地区） - 同地を舞台とした漫画・アニメ『らき☆すた』の登場人物、柊かがみが元となっている。
- みなみ（久喜市栗橋地区） - トミーテックのキャラクターコンテンツ『鉄道むすめ』のキャラクター、栗橋みなみが元となっている
- ひなちゃん（鴻巣市）
- ミムリン（美里町）
- 夢馬（むーま）（飯能市）
- わしのちゃん&あおいちゃん（東秩父村）
- はにぽん（本庄市）
- かわべえ（川島町）
- かわみん（川島町、かわべえの孫）
- オケちゃん（桶川市）
- すぎぴょん（杉戸町）- マスコットキャラクター
- すぎたろう（杉戸町）- 杉戸宿開宿400周年イメージキャラクター
- ぴかる（杉戸町）- まちの駅・道の駅 アグリパークゆめすぎとイメージキャラクター
- なまりん（吉川市）- マスコットキャラクター
- なま坊（吉川市）- 吉川なまずの里マラソンPRキャラクター
- み〜な（皆野町）
- ふじみん（ふじみ野市）
- ふわっぴー（富士見市） - 市制施行40周年を記念して制定
- 神じい&なっちゃん（神川町）
- まっくん&あゆみん（東松山市）
- こむぎっち（上里町）
- むさし嵐丸（嵐山町）
- なしべえ&なしりん（白岡市）
- シラオ仮面（白岡市）
- ターナちゃん（滑川町）
- はーとん（鳩山町）
- ドームくん、のラビたん、ときのこちゃん、しょうじくん、大野くん、みかんちゃん、やすらぎさん、ひもかわさん、ウッドマン、三波（みなみ）君（ときがわ町）
- わこうっち&さつきちゃん（和光市）
- マップー（松伏町）
- はすぴぃ（蓮田市）- マスコットキャラクター
- うたやん（蓮田市）- 雅楽谷の森フェスティバルマスコット
- さっちゃん（幸手市）- マスコットキャラクター
- はごっち、キリたん、ハッティ、ばっこ（春日部市）- 特産品協議会マスコット
- しょうたん（春日部市庄和地区）
- ふじたこくん（春日部市庄和地区）- 春日部大凧マラソンイメージキャラクター
- 春日庄黒郎（春日部市庄和地区）- 道の駅庄和キャラクター
- とろ君（長瀞町）

### 千葉県
- チーバくん（千葉県） - 坂崎千春デザイン。2010年開催のゆめ半島千葉国体のマスコットキャラクターとして制作され、2011年に千葉県のマスコットキャラクターとなる。「ジャンピー」と共に県民の日キャラクターにもなる。
- ジャンピー（千葉県） - 県民の日キャラクター。2011年からは、「チーバくん」も加わる。
- ちば犬（ちば環境再生基金）
- ちはなちゃん（千葉市「花のあふれるまちづくり」シンボルキャラクター）
- モリ夫くん（千葉市「市税口座振替」キャラクター）
- ハーティちゃん（千葉市社会福祉協議会マスコット）
- 汗一平、風さやか（船橋市「スポーツ健康都市宣言」シンボルキャラクター）
- 目利き番頭 船えもん（船橋市「ふなばし産品ブランド協議会」イメージキャラクター）[95]
- まつどり（松戸市）
- 一宮いっちゃん（一宮町）
- なし坊（白井市）
- カッピー（勝浦市）[96]
- かまたん（鎌ケ谷市）
- きさポン（木更津市）
- きみぴょん（君津市）
- カムロちゃん（佐倉市「佐倉・城下町400年記念」イメージキャラクター）
- ダッペエ（館山市）
- とみちゃん、とみおくん（富里市）
- うなりくん（成田市）
- うめまるくん（睦沢町）
- ピーちゃん、ナッちゃん（八街市）
- いすみん（いすみ市）
- モバりん（茂原市）
- とっちー（東金市）
- いんザイ君（印西市）
- 手賀沼のうなきちさん（我孫子市）
- ウケタカくん、ウケタカナちゃん（流山市「健診キャラクター」）
- 龍夢（栄町）
- コジュリンくん（東庄町）

### 東京都
- のんぴー（東京都青少年・治安対策本部、警視庁、国土交通省東京国道事務所）[97] - 「スムーズ東京21 -拡大作戦-」のキャラクター。赤系カラー舗装の道路をイメージ。「NON-Parking」から命名
- タックスタクちゃん（東京都主税局）[98]
- けんちゃん・せっちゃん（東京都建設局）
- みんくる（東京都交通局） - 都営バス
- とあらん（東京都交通局） - 都電荒川線
- 水滴くん（東京都水道局）[99]
- アースくん（東京都下水道局）[100]
- かんぞうくん（東京都福祉保健局肝炎ウイルス検診事業キャラクター）[101]
- ゆりーと（スポーツ祭東京2013後に東京都の公式マスコットキャラクター兼スポーツ推進大使）
- トウチくん（自衛隊東京地方協力本部）
- はっちゃん、ななちゃん（東京都児童会館）
- 防サイくん（東京防災）[102]

#### 特別区
- ビュー坊（足立区）
- あら坊、あらみぃ（荒川区）
- わざ丸（荒川区産業祭マスコット）
- りんりんちゃん（板橋区）- いたばし観光キャラクター
- えどちゃん（江戸川区）
- 新宿シンちゃん（新宿区） - 防犯マスコット。絵本作家やなせたかし先生デザイン。
- コトットちゃん（江東区）
- なみすけ（杉並区） - 公募で選ばれた区公式キャラクター。キャラクターが自ら語るブログ「てくてく×なみすけ」[103]もある。
- ココロン（世田谷区） - 世田谷区社会福祉協議会のキャラクター。どんぐりの妖精[104]。
- ニジノコ（中央区社会福祉協議会）
- サブちゃん（文京区湯島）[105][106]
- らぽ（練馬区） - 練馬区の生涯学習推進マスコット。愛称の「らぽ」は大根を意味する古い中国語。頭は大根の白い根、体は薄緑の葉、ネクタイは新芽。イラストは1993年11月に全国公募で、愛称は1994年11月に区内公募で決定[107]。
- だいくん、ねねちゃん（練馬区） - 練馬まつりのイメージキャラクター。大根をイメージした男女ペアのキャラクターで、名前は大根の「大（だい）」と「根（ね）」から[108]。
- ぴいちゃん（練馬区） - 「練馬みどりの葉っぴい基金（練馬区みどりを育む基金）」のキャラクター。練馬の森の妖精。2005年10月23日に開催された「ねりまグリーンフェスティバル」来場者の投票で愛称決定[109]。
- ブルン、ベルン、リルン（練馬区） - 練馬区ブルーベリー観光農園のイメージキャラクター。クマの3兄弟。ブルンはおにいさんクマで、陽気で明るいしっかり者。得意なのはジャム作り。ベルンはおとうとクマで、食いしん坊でいたずら好き。得意なのは木登り。リルンはいもうとクマで、優しくてちょっぴり恥ずかしがり屋。大好きなのはお花。2009年7月1日から愛称を募集し、同年8月7日に決定[110]。
- 文京戦隊BUNレンジャー（文京区）
- み〜しゃ（港区社会福祉協議会マスコット）

#### その他市町村
- 稲城なしのすけ（稲城市） - 大河原邦男と井上ジェットによって“稲城の梨”をモチーフに創られた。
- いこいーな（西東京市） - 西東京市誕生10周年事業として誕生。「シンエイ動画」がキャラクターデザインをした。
- Poki（三鷹市） - 宮崎駿デザインの三鷹市マスコットキャラクター。
- マチるダ（町田市） - みうらじゅんデザインによる交通安全キャラクター。
- 湧水の妖精るるめちゃん（東久留米市） - 半谷さつきデザインによる東久留米市の地域資源キャラクター。2011年12月2日に誕生。お友達はホトケドジョウさん。
- ぶるべー（小平市） - 小平市がブルーベリー発祥の地をPRするために作ったシンボルキャラクター。マークは2006年度に武蔵野美術大学の学生がデザイン。愛称は公募により決定。性格はおっとりしていて、恥ずかしがり屋で無口。だが、頑張り屋。市内の子どもたちから「ぶるべーくん」と呼ばれ、親しまれている[111]。
- こきんちゃん（小金井市） - 宮崎駿デザインの小金井市マスコットキャラクター。
- たき坊（八王子市）
- ムッちゃん（八王子市・高尾山）
- ゴーヤさん（武蔵野市）[112]
- あいあい（武蔵野市、社会福祉法人武蔵野市民社会福祉協議会）[113]
- ムサシDANくん（武蔵野市、武蔵野健康づくり事業団）
- ひのじゃがくん（西多摩郡檜原村） - 1991年にマスコットキャラクターとして公式制定。
- くるりん（立川市） - 2012年10月27日に公式選定。

### 神奈川県
神奈川県のマスコットキャラクター一覧を参照のこと。

### 新潟県
- レルヒさん（スキー100年記念キャラクター モデルはテオドール・エードラー・フォン・レルヒ）
- ルルちゃん（新潟県、交通安全マスコット）[114]
- ころりん（国営越後丘陵公園）[115]
- トッキッキ（トキめき新潟国体）
- マイバックン（新潟県庁、ごみ半減キャンペーンマスコット）[116]
- ミライス（地域ICT未来フェスタinにいがた イメージキャラクター）
- ランちゃん（新潟県新津発電管理所）[117]
- 花野古町、笹団五郎（新潟市、「マンガ・アニメのまち にいがた」サポートキャラクター） [118]
- きらりん（新潟市社会福祉協議会マスコットキャラクター）
- ナッちゃん（越後長岡イメージキャラクター）[119]
- あぶらげんしん（長岡市栃尾イメージキャラクター）
- やらにゃん（胎内市PRキャラクター）
- よし太くん（小千谷市イメージキャラクター）
- ごずっちょ（阿賀野市イメージキャラクター） [120]

### 山梨県
- カルチャくん（山梨県やまなし県民文化祭マスコットキャラクター）
- 武田菱丸（山梨県やまなし観光推進機構）
- とりもっちゃん（甲府市）
- やはたいぬ（甲斐市）
- 吉田のうどんぶりちゃん（富士吉田市）
- つるビー（都留市）
- おつたろう（大月市）
- ニーラ（韮崎市）
- タバスキー（北都留郡丹波山村）
- オエムシくん（南アルプス市）
- ふじぴょん（南都留郡富士河口湖町）
- 市川三郷レンジャー（西八代郡市川三郷町）
- 本探偵ジッポ・ホンムズ一世（山梨県立図書館）
- てき丸君（山梨県産業廃棄物協会）

### 長野県
- ケロピー（長野県下水道キャラクター）[121]
- アルクマ（長野県観光PRキャラクター）[122]
- おおまぴょん（大町市キャラクター）[123]
- アルプちゃん（松本市、市制100周年記念キャラクター）- 2007年5月1日に市制施行100周年を迎えるにあたり製作された。2006年8月頃制定される。県内の地方自治体では珍しいマスコット。
- イーナちゃん（伊那市）[124]
- ぽぉ（飯田市、いいだ人形劇フェスタマスコットキャラクター）
- さんぽちゃん（飯田市、特定非営利活動法人南信州おひさま進歩マスコット）
- くりぴー（王滝村）
- すわ湖太郎・う〜なちゃん（岡谷市）
- セロリン・ヤッピー・ピカタン（諏訪郡原村）[125]
- ぴっかりちゃん（上伊那郡辰野町）
- 福ちゃん（木曽郡木曽町）[126]
- しまちゃん（木曽郡木曽町）
- ちんえもん（平谷村）
- まっくん（上伊那郡南箕輪村）[127]
- やまっち（山形村観光協会）[128]
- 地域戦隊カッセイカマン（下伊那郡下條村のローカルヒーロー）[129]
- おこみん（志賀高原観光PRキャラクター）[130]
- 北条まどか（上田市、別所線存続支援キャラクター）[131]
- おぶせくりちゃん・おぶせまろんちゃん（上高井郡小布施町）
- ヴィクトワール・シュヴァルブラン・村男III世（北安曇郡白馬村）

### 富山県
- きときと君（富山県） - 元々は第23回全国スポーツ・レクリエーション祭（スポレクとやま）のマスコットキャラクターであったのだが、2011年4月より「元気とやまマスコット」として採用され、富山県のPRマスコットキャラクターとして活躍している。
- 立山くん - 富山県警察のマスコットキャラクター。

#### 富山市
- ライちゃん（富山市） - 富山市のホームページリニューアルを機に制定。
- 神通ゆい・風間あおい（富山市） - 防犯イメージキャラクター。デザインは同市出身の森沢晴行による[132]。

#### 高岡市
- あみたん娘（高岡市） - 同市観光大使。それぞれ名前の違うキャラクター3人の総称。デザインは松原秀典による[133]。
- 利長くん（高岡市） - 高岡開町400周年記念マスコットキャラクター。モデルは前田利長。
- 家持くん（高岡市） - モデルは大伴家持。
- コロ助（高岡市） - コロッケに関するキャラクター。藤子・F・不二雄原作の『キテレツ大百科』より。

#### その他の市町村
- ジャンボ〜ル三世（入善町） - モデルは特産の入善ジャンボスイカ。
- ウォー太郎（黒部市） - デザインは藤子スタジオによる。
- ミラたん（魚津市） - 一般公募にて制定。蜃気楼がモチーフ[134]。
- キラリン（滑川市） - 一般公募にて制定。モデルはホタルイカ[135]。
- つるぎくん（上市町） - モデルは特産のサトイモ[136]。
- ムズムズくん（射水市） - 射水ブランドマーク
- チューリ君・リップちゃん、ゆず太くん・ゆず香ちゃん（砺波市）[137] - チューリ君・リップちゃんは旧砺波市時代から、ゆず太くん・ゆず香ちゃんは庄川町時代から使用。
- NANTOくん（南砺市）
- メルギューくん（小矢部市） - 倶利伽羅峠の戦いで用いられたとされる「火牛」がモチーフ。
- キットちゃん（氷見市） - シンボルキャラクター
- ひみぼうずくん（氷見市） - デザインは藤子不二雄Ⓐ。当初はフィッシャーマンズワーフ海鮮館のマスコットだったが、施設の閉鎖後に市のマスコットキャラクターへ指定された。

### 石川県
- ひゃくまんさん（石川県）
- ゆーりん（ねんりんピック石川2010）[138]
- テドりん・はくチャン・かいぞうさん（[139]）
- のとドン（能登ふるさと博）
- もんぜんくん（輪島市）[140]）- 禅の里輪島イメージキャラクター
- にゃんたろう（かほく市、同市のマスコットキャラクター[141]）
- 白山めぐみん（白山市、白山市内産ブランド農林水産物PRキャラクター）
- ゆきママ・しずくちゃん（白山市、白山手取川ジオパークイメージキャラクター[142]）
- のっティ（野々市市、野々市市コミュニティーバス、野々市市キャラクター[143]）
- ひぽ能ん・ゆず美ん（能美市、同市の公式キャラクター[144]）
- カブッキー（小松市、2010年、市制70周年を機に誕生したイメージキャラクター[145]）
- やましろすぱクロくん（加賀市、山代温泉のイメージキャラクター[146]）

### 福井県
- Juratic（福井県）
- リュウリュウ（第17回全国スポーツ・レクリエーション祭、第20回国民文化祭・ふくい2005）([147])
- はぴりゅう（第73回国民体育大会・全国障害者スポーツ大会マスコット）
- フクリュウ（福井県立恐竜博物館マスコットキャラクター）
- 朝倉ゆめまる（福井市、財団法人朝倉氏遺跡保存協会）
- えい坊くん（永平寺町）
- 赤ふん坊や（大飯郡高浜町）
- うみりん（大飯郡おおい町)
- うぐピー（大野市）
- うめピー（大野市）
- かめじろう（大野市）
- さばトラななちゃん（小浜市）
- ちかもんくん（鯖江市）([148])
  - もんた（鯖江市片上地区「鯖江かたかみ春たんぼ」イメージキャラクター）
- ふぐの美ーちゃん、漁師の浜さん、へしこちゃん（三方郡美浜町）
- みさちゃん（坂井市三里浜特産農業組合マスコット）([149])
- よっしー（敦賀市公認キャラクター） - 大谷吉継にちなんでいる
- 坂井ほや丸 （坂井市公式キャラクター）

### 岐阜県
- ミナモ（ぎふ清流国体2012年）[150] - 2013年4月28日から2014年1月31日までFC岐阜のマスコットとして期限付き移籍
- サーラちゃん（岐阜県県民ふれあい会館マスコット）
- ヤマリン（第30回全国豊かな海づくり大会テーマキャラクター）
- うーたん（岐阜市長良川鵜飼マスコット）
- クリーンちゃん（岐阜市路上喫煙禁止キャンペーンキャラクター）
- スワンくん（岐阜市路上喫煙禁止キャンペーンキャラクター）
- うながっぱ（多治見市のマスコット、キャラクターデザインはやなせたかし）
- かさまるくん・かさまるちゃん（羽島郡笠松町）2009年誕生
- 窯之助（瑞浪市）
- こん平田くん（旧海津郡平田町のマスコットキャラクター。現在は海津市の「道の駅クレール平田」のマスコットキャラクター）
- サーラちゃん（中津川市）- 岐阜県県民ふれあい会館のマスコットキャラクターと同名だがデザインは全く異なる
- スイスイちゃん・スイトーくん（大垣市かがやきライフマスコットキャラクター）
- 関＊はもみん（関市公式イメージキャラクター）
- ぶぅ（関市関再発見フリーマガジンぶうめらんマスコット）
- タケちゃん・ハナちゃん（羽島市） - ナマズ祭りのキャラクター
- つっちー・のこりん（東白川村） - ツチノコがモチーフ
- とっくりとっくん（土岐市）
- ねぎっちょ（羽島郡岐南町） - 町制50周年を機に誕生。特産の徳田ねぎがモチーフ
- ヒマリー（旧恵那郡山岡町）
- ゆめか・ゆめと・はなりん（花フェスタ'95ぎふのマスコットキャラクターとしてゆめか・ゆめとが登場。2005年の花フェスタ2005ぎふ開催時に蜂をモチーフとしたはなりんが登場。現在は花フェスタ記念公園のマスコットキャラクター）[151]
- ららら（各務原市）
- レッキー君・レッキーちゃん（七宗町） - 礫岩がモチーフ
- ロマンちゃん（恵那市明智町 日本大正村イメージキャラクター）
- ともにん（岐阜県社会福祉協議会マスコット）

### 静岡県
- ふじっぴー（静岡県2004年から。元々はNEW!!わかふじ国体のマスコットキャラクター）
- ちゃっぴー（第19回全国健康福祉祭静岡大会 ねんりんピック静岡2006マスコットキャラクター。現在は「生きがいと健康づくりのイメージキャラクター」として再登板）[152]
- 富士ちゃん（富士山のマスコットキャラクター）

#### 静岡市
- あおいくんとあおいくんの家族（静岡市葵区PRキャラクター、しりあがり寿デザイン）
- トロベー（駿河区応援隊長、登呂博物館マスコットキャラクター）
- シズラ（清水区広報キャラクター）
- さくらゆいちゃん（由比町商工会。静岡市清水区由比地区PRキャラクター）
- スンピー（SUNPU博'89マスコットキャラクター）-旧静岡市が清水市と合併する2003年まで存在した。
- しずみぃ（静岡市上下水道局 水のキャラクター）
- かいけつ！ハナミン（静岡市消費生活センターイメージキャラクター）
- いきるん（自殺防止の啓発キャラクター）
- しずもちゃん（ごみ減量啓発キャラクター）
- カワセミーズ（消防隊・救助隊・救急隊）（静岡市消防局）
- 竹千代くん（静岡まつりマスコットキャラクター）
- パフォくん・パフォちゃん（大道芸ワールドカップin静岡マスコットキャラクター）
- シーズくん（産業フェアしずおかマスコットキャラクター）
- カンちゃん・るくるん（静岡科学館る・く・る）
- まあるん（静岡市こどもクリエイティブタウンま・あ・る）
- 用宗しらす丸くん（しずまえ鮮魚のPRキャラクター）

#### その他市町村
- 出世大名家康くん（浜松市、市制100周年マスコットキャラクター。2012年4月より浜松市2代目「福」市長）
- ウナギイヌ（浜松市初代「福」市長。赤塚不二夫原作の「天才バカボン」などより）
- モザイ（浜松市、浜名湖立体花博マスコットキャラクター。閉幕後も市で管理）
- みどりくん（浜名区） - 旧浜北市のマスコットキャラクター
- カンちゃんナミちゃん（田方郡函南町イメージキャラクター）[153]
- マリにゃん（伊東市、道の駅伊東マリンタウン）
- いずっち（伊豆市商工会）
- 金太郎（駿東郡小山町マスコットキャラクター）
- みしまるくん・みしまるこちゃん（三島市マスコットキャラクター）[154]
- さくやちゃん（富士宮市市制70周年を記念して誕生。木花咲耶姫がモチーフ）
- フーちゃん（富士宮市）市制50周年を記念して誕生。
- じゅくう（御殿場市、富士山樹空の森キャラクター）
- 福っぴー（御殿場市社会福祉協議会。お腹に「福」の字が書かれた黄色い鳥）
- すそのん（裾野市）
- やいちゃん（焼津市）
- おかべぇ（藤枝市、岡部町商工会）
- 茶のみやきんじろう（掛川市農林課）
- フッピー（袋井市）
- フーちゃん（袋井市）
- どまんニャカ（袋井商工会議所）
- マキティー（牧之原市商工会）
- しっぺい（磐田市）
- きくのん（菊川市）
- 茶ラリーマン（菊川市） - きくのん応援団長。菊川市公式キャラクター選出時にきくのんとともに候補となった３案のうちの１案を修正したもの。
- まっちー（賀茂郡松崎町マスコットキャラクター）

### 愛知県
- はぐみん（愛知県健康福祉部子育て支援課）
- エアフィー（愛知県健康対策課・「健康日本21あいち新計画」イメージキャラクター）
- 愛夢ちゃん（全国ボランティアフェスティバルあいち・なごや）
- なごぴょん（県営名古屋空港マスコットキャラクター）

#### 名古屋市
- はち丸（名古屋開府400年マスコットキャラクター）
  - エビザベス
  - だなも
  - かなえっち
- ハッチー（交通局）
- ケッシィ（消防局）
- ホリゴン（緑政土木局河川部・堀川浄化イメージキャラクター）
- シャチのジュンちゃん（名古屋市）
- コパ（名古屋市環境学習センターエコパルなごやマスコット）
- ナゴビー（まるはちの日）
- ぴよか（子ども青少年局子ども未来部子ども事業調整室） - 水色、黄色、ピンクの3色のひよこのキャラクター
- ポータン・ミータン（名古屋港管理組合）- 名古屋港開港100周年を記念して作られたキャラで、船をつなぎとめる「ボラード」がモチーフになっている[155]。
- こあらっち（千種区、区民まつりマスコットキャラクター）
- ショウちゃん（昭和区マスコットキャラクター）
- みどりっち（緑区マスコットキャラクター）
- モリスちゃん（守山区マスコットキャラクター）
- しぼりーちゃん（緑区・有松絞りまつりマスコットキャラクター）

#### その他市町村
- あいさいさん（愛西市）
- アグピー（阿久比町 「ほたるサミットあぐい」のキャラクターイラストとして作成され、その後、町のマスコットとなった）
- あさぴー（尾張旭市）[156]
- いちみん（一宮市）[157]
- ビンちゃん・カンちゃん（一宮市清掃対策課）
- イチモ（一宮商工会議所、一宮モーニング協議会）
- かずとよくん・ちよちゃん（一宮市木曽川町、一豊まつり。元土佐二十四万石博マスコットキャラクター）
- いなりん（豊川市、豊川いなり寿司イメージキャラクター）
- いなッピー（稲沢市市制50周年を記念して作られたキャラクター）[158]
- 梅子（知多市、佐布里池梅まつりキャラクター）
- 道風くん（春日井市）
- おぶちゃん（大府市、健康づくりマスコット）
- オブリーくん (大府市)
- 共和の金ちゃん (大府市)
- かつなりくん（刈谷市）
- かわら食人カワラッキー（高浜市、食育キャラクター）
- きーぼー（安城市、安城七夕まつりマスコット）
- きよ丸（清須市、芝山努デザイン、「歴史」をテーマとした若武者のキャラクター）
- うるるん（清須市、芝山努デザイン、「川・水辺」をテーマとした妖精のキャラクター）
- きんちゃん（弥富市）
- くすのきくん（東海市）
- こまっきー（小牧市）
- ごん吉くん（半田市、新美南吉生誕100周年記念PRキャラクター）
- さつきちゃん（東海市）
- サララちゃん（北名古屋市パペットフェスタマスコット。西春町時代から存在）
- サルビー（安城市）
- スコヤカーナ（南知多町、「けんこう南知多プラン」キャラクター）
- せとちゃん（瀬戸市観光協会のせと・まるっとミュージアムのイメージキャラクター）
- だいぶつくん（東海市）
- たべたくん（蒲郡市蒲郡市食育推進計画のマスコットキャラクター：ごはんたべたくん）[159]
- だし丸くん（半田市観光PRキャラクター）
- 知多娘。（知多半島、知多地域5市5町の就職活動を応援する萌えキャラユニット。アニメキャラなので着ぐるみは存在しないが、イベントなどでは担当声優がキャラパネルと共に登場する）
  - 知多みるく（知多地域）
  - 東海しゅう（東海市）
  - 大府あかね（大府市）
  - 知多舞子（知多市）
  - 東浦未来（東浦町）
  - 阿久比ほたる（阿久比町）
  - 常滑セラ（常滑市）
  - 半田酔子（半田市）
  - 武豊乙姫（武豊町）
  - 美浜恋（美浜町）
  - 南知多マリナ（南知多町）
  - 広小路クララ（半田市広小路（クラシティ半田を中心とした知多半田駅周辺）
- ちりゅっぴ（知立市）
- つし丸（津島市イメージキャラクター）
- トコタン（常滑市、ボートレースとこなめのマスコットキャラクターとして生まれ、後に市の公式マスコットキャラクターとなる）
- トヨッキー（豊橋市市制100周年イベント、後に豊橋市のマスコットとなる。本名は「ホの国ヨシダ）
- ナッキー（長久手市）
- のぶながくん・よしもとくん（豊明市）
- のまっキー（美浜町観光キャラクター）
- はるちゃん（海部郡大治町のマスコットキャラクターが2011年3月3日に決定。大治町の特産品の一つのアカジソをモチーフにしている。）[160]
- 藤花ちゃん（江南市） - 市内在住の漫画家くらはしかんがデザイン
- ふゅうちゃん（知多市）
- へいしゅうくん（東海市）
- ポンタ（豊根村）
- ベリーちゃん（豊根村ブルーベリーの里）
- まーちゃ（西尾市、西尾抹茶イメージキャラクター）
- ミーナ（南知多町）
- みそたろう（武豊町公式キャラクター、町政65周年を記念して新たに制定）
- ゆめたろう（武豊町、武豊町キャラクターマーク）
- わん丸（犬山市）[161]

### 三重県
- 兎の助（三重県）
- う〜まちゃん（三重県政策部「美（うま）し国おこし・三重」実行委員会事務局）
- ゼロ吉（三重県ごみゼロキャラクター）[162]
- シロモチくん（津市、藤堂高虎公入府400年記念事業マスコットキャラクター→市のマスコットキャラクター）[163]
- アンちゃん・ノンちゃん（津市、旧安濃町マスコットキャラクター。安濃町の「A」「N」の字がモチーフ）
- 河夢（カーム）ちゃん（津市、旧河芸町マスコットキャラクター。「K」の字がモチーフ）
- みすぎん（津市、森林セラピー基地イメージキャラクター）
- しん坊くん（津市、一身田商工振興会）
- ゆめはまちゃん（桑名市、桑名商工会議所）[164]
- トマッピー（桑名郡木曽岬町）
- こにゅうどうくん（四日市市、四日市市制百周年(1997年）マスコットキャラクター）[165]
- テキブ〜（四日市市、四日市とんてき協会）
- ベルディ（鈴鹿市）[166] - 手塚治虫デザイン
- すずか茶ん（鈴鹿市、鈴鹿青年会議所）
- いが☆グリオ（伊賀市、伊賀青年会議所）
- はいくちゃん（伊賀市、伊賀青年会議所）
- きーほくん（北牟婁郡紀北町）
- ちゃちゃも（松阪市）[167]
- なばりのナッキー（名張市）[168]
- 碧志摩メグ（志摩市）[169][170]

### 滋賀県
- うぉーたん（滋賀県・湖国21世紀記念事業イメージキャラクター）
- キャッフィー（同上・第21回全国スポーツ・レクリエーション祭スポレク滋賀2008マスコット）
  - チャッフィー（同上・第79回国民スポーツ大会・全国障害者スポーツ大会マスコット）
- 滋賀ッツマン（滋賀県）（滋賀県民生活課と藤井組による消費者トラブル喚起キャラクター）
- お江ちゃん（滋賀県福井県、大河ドラマ「江〜姫たちの戦国〜」推進協議会）後述の「浅井三姉妹」を県が使用拒否した（メンテナンス料問題）為に生まれたキャンペーンキャラ
  - お茶々ちゃん
  - お初ちゃん
- おおつ光ルくん（大津市観光振興キャラクター）
- おごとん（大津市、おごと温泉旅館協同組合 / おごと温泉観光協会マスコット）[171]
- ちま吉（大津祭曳山連盟公式キャラクター）[172]
- ゆめちゃん・キキちゃん（大津市21世紀記念事業キャラクター）
- namazun（大津市、浜大津サマーフェスタ）
- ひこにゃん（彦根市、彦根観光協会。「国宝・彦根城築城400年祭」マスコットとして誕生）[173]
- 赤コン君（近江八幡市 広報おうみはちまん）[174]
- 浅井三姉妹（長浜市、旧湖北町（株）まちづくり湖北（商工会）で作られた観光PRキャラクター。初、江は大河ドラマ「江〜姫たちの戦国〜」の製作発表を受けて追加デザインされた。旧湖北町時代に誕生。旧市には、同大河ドラマに合わせたアニメ風キャラクターが別に存在するが、2010年合併後は、後述のおいちごちゃん、ながまちゃくんとともに運用されている。）
  - 茶々姫
  - 初姫
  - 江姫
- おいちごちゃん（長浜市浅井商工会、浅井三姉妹の母、お市の方と旧浅井町内に自生する野いちごがモチーフ）
- ながまちゃくん（長浜市浅井商工会、浅井長政がモチーフ）
- とらピィ（長浜市虎姫商工会、大道芸フェスタin虎御前のマスコットキャラクター）
- いしべえどん（湖南市、旧東海道石部宿マスコットキャラクター）[175]
- 近江うし丸（蒲生郡竜王町、道の駅竜王かがみの里マスコットキャラクター）
- くりちゃん（栗東市）
- 源氏パパル・姫ママル・ほたるん（米原市）
- まいちゃん（米原市旧米原町時代のマスコット）[176]
- 匠ポン山（甲賀市信楽陶器まつり）
- たび丸（草津市）
- ドウタクくん（野洲市観光物産協会）
- やよいちゃん（野洲市商工会）
- にんじゃえもん（甲賀市甲南町、甲賀商工会議所）
- ひでよしくんとねねちゃん（長浜市観光マスコット）
- かずとよくんとちよちゃん（長浜市北近江一豊・千代博覧会）
- もーりー（守山市、守山商工会議所）
- おうみん（守山市、JAおうみ冨士）[177]
- さがわん3兄弟（守山市、佐川美術館案内係キャラクター）
- びわっち君（ラフォーレ琵琶湖プラネタリウムキャラクター）
- よえもんくん（高島市、藤樹先生生誕400年祭マスコットキャラクター）
- らんまるくん（近江八幡市安土町観光協会）

### 京都府
- まゆまろ（国民文化祭・京都2011マスコットキャラクター）[178]
  - まゆこ（まゆまろの妹として2011年3月に誕生）

#### 京都市
- どすえちゃん（京都観光PRキャラクター）
- エコちゃん（京都市環境政策局）[179]
- キタイくん（京都市北区体育振興会）[180]
- かみぎゅうくん（京都市上京区）[181]
- シモンちゃん（京都市下京区）[182]
- ナンナン（京都市南区）
- もちもちぃん（京都市伏見区醍醐支所）
- 京ちゃん・都くん（京都市交通局）[183]
- 澄都くん・ひかりちゃん（京都市上下水道局）[184]
- マチ右衛門・景都（(財)京都市景観・まちづくりセンター）[185]
- ショウちゃん（京都市、洛南浄化センター 消化ガス発電施設イメージキャラクター）[186]
- リサちゃん（京都市、洛南浄化センター 汚泥乾燥施設イメージキャラクター）[186]

#### その他市町村
- 明智かめまる（亀岡市、丹波亀山城築城400年祭マスコット)
- さくらちゃん（南丹市商工会青年部マスコットキャラクター）
- ゆっぴ〜（南丹市スプリングひよしマスコットキャラクター）
- 味夢くん（京丹波町食のキャラクター）
- みこはに♡ビーンズ（京丹波町、道の駅京丹波 味夢の里キャラクター）
- あやちゃん（綾部市食のキャラクター）
- まゆピー（綾部市マスコットキャラクター、市制施行40周年を記念して平成2年に誕生した市のマスコットキャラクター。）
- ドッコちゃん（福知山市イメージキャラクター。「福知山音頭」と「福知山踊り」をモチーフにした女の子。平成3年誕生）
- 酒呑童子（福知山市イメージキャラクター。大江山の酒呑童子の鬼伝説から）
- ゴーヤ先生（福知山市、福知山環境会議）
- ゆっくりちゃん（福知山市商工会夜久野支所、道の駅農匠の郷やくのマスコットキャラクター）
- チョキまる（舞鶴市、舞鶴かにPRキャラクター）
- ゆうさい君（舞鶴市PRキャラクター。田辺城城主細川幽斎公をモチーフ）
- マイチくん・マイコちゃん（舞鶴市PRキャラクター）
- 舞鶴防衛戦隊チャッタマン（舞鶴市PRキャラクター）
- なみちゃん（宮津市マスコットキャラクター。1994年の市政40周年記念に誕生。その後、市政60周年記念を前にした2013年より使用再開）
- かさぼう（宮津市、天橋立傘松公園マスコットキャラクター）
- コッペちゃん（京丹後市観光協会。間人ガニのメス・コッペがモチーフ。旧丹後町時代に誕生）
- ふなやん（与謝郡伊根町マスコットキャラクター、伊根の舟屋がモチーフ）
- かぐ歩ちゃん（向日市観光協会）
- からっキー（向日市・激辛商店街イメージキャラクター)
- ムコリン・ムッチー（向日市、京都向日町競輪場マスコットキャラクター）[187]
- キララちゃん（京田辺市キララ商店街キャラクター。京田辺市観光大使）
- 茶ッピー （宇治田原町マスコットキャラクター）
- ランの妖精ララン（大山崎町商工会）
- お玉ちゃん（長岡京市「長岡京ガラシャ祭」キャラクター）
- イルミン（城陽市観光協会・冬のイベントTWINKLE JOYOイメージキャラクター）
- ネギーマン（久御山町商工会青年部）
- 茶茶ちゃん（和束町「茶源郷まつり」マスコットキャラクター）
- いづみ姫（木津川市マスコットキャラクター）
- チャチャ王国のおうじちゃま（宇治市宇治商工会議所公認キャラクター）
- やわたタケちゃん、ノコちゃん（八幡市商工会）
- 華ちゃん（精華町商工会）

### 大阪府
- もずやん（大阪府広報キャラクター）[188] - 旧名「モッピー」なみはや国体マスコット。
- パーキィ君（財団法人大阪府公園協会マスコット）[189]
- タッピー・みらい（府税マスコット）[190]
- ベアル船長（大阪府立大型児童館ビッグバン）館長松本零士デザイン。

#### 大阪市
- しょうぶちゃん（旭区マスコット）
- あさひちゃん（旭区マスコット）
- あべのん（阿倍野区マスコット）
- いくみん（生野区マスコット）[191]
- こぶしのみのりちゃん（東淀川区マスコット）
- さざぴー（住之江区)
- スーパーポンポコジャガピーにしなりくん（西成区）
- つるりっぷ（鶴見区マスコット）
- に〜よん（西淀川区マスコット）
- 夢ちゃん（淀川区マスコット）
- にっしー（西区マスコット）
- みやこりん（都島区社会福祉協議会マスコット）
- ももてんちゃん（天王寺区マスコット）
- ゆめまるくん（中央区マスコット）
- すみちゃん（住吉区マスコット）
- なっぴー（東住吉区マスコット）
- ひらちゃん（平野区マスコット）
- コスモちゃん（城東区マスコット）
- のんちゃん・すーちゃん（北区マスコット）
- みなりん（港区マスコット）
- このはちゃん（此花区マスコット）
- フッピィ＆クッピィ（福島区マスコット）

#### 堺市
- サカエル（堺市堺区マスコットキャラクター）性別不明。趣味は堺区内の散歩。
- みそさかい（堺市堺区マスコットキャラクター）性別不明。鳥がモチーフ。サカエルとコンビで活動する。
- ニッシーちゃん（堺市西区イベントキャラクター）
- みみちゃん（堺市南区マスコットキャラクター）
- すいちゃん（堺市上下水道局）
- ザビエコくん（社団法人堺観光コンベンション協会）[192]エコと観光の親善大使堺まつりのキャラクター[193]で、平成21年デビュー。

#### その他市町村
- ライ太くん（和泉市、和泉青年会議所）バケツリレー世界記録挑戦時に誕生
- コダイくん（財団法人和泉市産業・観光振興会）池上・曽根遺跡に由来
- ロマンちゃん（財団法人和泉市産業・観光振興会）池上・曽根遺跡に由来
- シャッピー（泉佐野市社会福祉協議会）市の木「イチョウ」がモチーフ
- ケロやん（茨木市）「元気！いばらき体操」をPR。
- いばらっきーちゃん（茨木市）市の花「バラ」と「いばらき」に由来。
- いばらき童子（茨木青年会議所）
- さやりん（大阪狭山市）狭山池の竜神伝説と市の木である桜をモチーフとした明るい竜の子。
- おりひめちゃん（交野市産業PRキャラクター）同市に七夕伝説が残ることから
- 星のあまん（交野市星のまち観光協会観光PRキャラクター）おりひめちゃんが飼い主の宇宙怪獣
- にじ丸ちゃん（交野市社会福祉協議会）
- モックル（河内長野市）クスノキがモチーフ
- フルル（府立花の文化園）花いっぱいの街づくりをすすめる妖精 [194]
- チャリオン（岸和田市、岸和田競輪場）
- ジャンプ君（熊取町マスコット）「熊」が未来に向かってジャンプする。
- くっすん（四條畷市）市の木であるクスノキの妖精
- みづまろくん（島本町）
- すいたん（吹田市）名産吹田くわいがモチーフ。
- セッピィ（摂津市）市章をモチーフにした鳥。
- ダイトン（大東市）
- たいしくん（太子町）
- ただお課長（泉北郡忠岡町）[195]
- はにたん（高槻市 2011年6月制定）
- たかちゃん・つきちゃん（高槻市）市制50周年を記念して1993年に作られたが現地では限りなく忘れられている
- すいぞうくん（高槻市水道部）
- マチカネくん（豊中市）マチカネワニがモチーフ[196]
- アクッピー（豊中市上下水道局）水を意味するラテン語に由来[197]
- とっぴー（富田林市）市制60周年を記念して2010年誕生
- じなゾー（富田林駅前大通商店会）寺内町の蔵をもじったピンクのゾウのキャラクター
- はちかづきちゃん（寝屋川市）「御伽草子」の物語「鉢かづき」の主人公少女がモデル[198]
- タケルくん・たちばな姫（羽曳野市）
- トライくん（東大阪市）ラグビーの聖地「花園」がある街をアピール
- いしきりん（石切参道商店会）全国ゆるキャラ人気投票6位。
- ひこぼしくん（枚方市）同市及び隣接する交野市に七夕伝説が残ることから。交野市・おりひめちゃんの彼氏
- くらわんこ（枚方市、特定非営利活動法人枚方文化観光協会のマスコット）くらわんか舟の船頭をモチーフにした犬のキャラクター
- マッキー（松原市）[199]
- 滝ノ道ゆずる（箕面市）「箕面の柚子」をアピール。
- モミジーヌ（箕面市）モミジを頭に乗せた犬。
- なすびん（華やいで大阪・南泉州観光キャンペーン推進協議会）南泉州特産の水茄子がモチーフ
- てんにょん（高石市）羽衣伝説の天女をイメージした猫。
- 蓮ちゃん（門真市）かどま地域通貨「蓮（れん）」のマスコットキャラクター
- イヌナキン（泉佐野市）ゆでたまごデザイン。犬鳴山の義犬伝説がモチーフのマッチョなキャラ[200]。
- みさっきー・みさきーちょ（岬町マスコット）
- 虹の丘ゆめ（四條畷市）。公営飯盛霊園の広報キャラクター。７歳の女の子。

### 兵庫県
- はばタン（兵庫県）のじぎく兵庫国体（2006年）大会マスコット→2007年4月1日より「兵庫県のマスコット」
- ひょうタン（兵庫県が推進する県民交流広場事業[201]、兼、地域密着型SNS『ひょこむ』のマスコットキャラクター[202]）
- こうタン（兵庫県教育委員会 高校教育課）

#### 神戸市
- オキールファミリー（はかせ・おとうさん・おかあさん・お姉ちゃん・あかちゃん）（都市計画総局総務部 耐震化促進室）
- ばっしー君・ゆうちゃん（交通局）
- 一滴ちゃん（水道局）
- ミストちゃん（水道局）
- ワケトン・トコトン・ワケニャン・ワケピー・ワケヘン・ヤラヘン（神戸市環境局）[203]
- スワン（神戸市環境局地球環境課 歩きたばこ禁止条例のマスコット）[注 3] - ワケトンの友達の白鳥。
- フローリー・ハリー（神戸市立フルーツ・フラワーパーク）
- たるみ観光大使ごしきまろ（垂水区） - 名前は五色塚古墳に因む[204]
- すまぼう（須磨区）
- なぁタン（長田区）
- ハートン（兵庫区）
- かもめん（中央区）
- 神戸ウエストン（西区）
- キタールさん（北区）

#### その他市町村
- あまっこ（尼崎市交通局→尼崎市シティープロモーションマスコット[205]）
- スマイルくん（公益財団法人尼崎市スポーツ振興事業団）
- あまルク（尼崎市姉妹都市提携キャラクター。姉妹都市アウクスブルクにちなんだ）
- すすめスズメ（尼崎市「健診すすめ隊」のイメージキャラクター）
- センプル（尼崎競艇場のキャラクター。尼崎競艇場の通称名「センタープール」の略から）
- ピンクル（尼崎競艇場のキャラクター）
- ぶるたん（尼崎競艇場のキャラクター）
- みやたん（西宮市観光キャラクター）
- たからん（宝塚市。公益財団法人宝塚市文化財団のマスコットキャラクター）
- 芦屋四姉妹物語（芦屋市商工会）
- きんたくん（川西市。金太郎がモチーフ。金太郎こと坂田金時の墓が市内にあることから）
- たみまる（伊丹市マスコットキャラクター カモ科の水鳥「マガモ」の雄。 渡り鳥だが初めて伊丹を訪れて以来昆陽池に住み着いた）
- キッピー・ハッピー・チャッピー（三田市、雉がモチーフ。チャッピーはキッピー・ハッピーの子供の雛雉）
- いなぼう（猪名川町イメージキャラクター）
- まるいの（丹波篠山市観光マスコットキャラクター）
- デカボー（丹波篠山市。デカンショ祭のマスコットキャラクター）
- 丹波竜のちーたん（丹波市PR特命大使 白亜紀の地層から発見された丹波竜がモチーフ。）
- 玄さん（豊岡市。市の石「玄武岩」のマスコットキャラクター）
- コーちゃん（豊岡市。市の鳥・県の鳥「コウノトリ」のマスコットキャラクター）
- オーちゃん（豊岡市。市の両生類「オオサンショウウオ」のマスコットキャラクター）
- ぷるるん（国土交通省豊岡河川国道事務所。円山川のイメージキャラクター）
- ちゃすりん（朝来市マスコットキャラクター、朝来市埋蔵文化財センター 古代あさご館にいる。名前の由来は、朝来市にある茶すり山古墳から）
- やっぷー（養父市イメージキャラクター、氷ノ山のブナの森にすむ「妖精」）
- ジオンくん（美方郡香美町マスコットキャラクター、山陰海岸ジオパークから名づけられた）
- 松葉くん・かすみちゃん（美方郡香美町観光協会、観光PRマスコット）[206]
- 矢田川あゆか（美方郡香美町、道の駅あゆの里矢田川キャラクター）
- 湯〜たん（美方郡新温泉町、湯村温泉のキャラクター）
- ハマちゃん（美方郡新温泉町、浜坂商工会議所、ハマダイコンがモチーフ)
- 高田屋嘉兵衛（洲本市マスコットキャラクター）
- あわ神・あわ姫（淡路市マスコットキャラクター）
- ゆめるん（南あわじ市マスコットキャラクター）
- しろまるひめ（姫路市イメージキャラクター、姫路市制120周年、姫路城築城400周年、姫路港開港50周年を記念して姫路市が一般公募した。姫路城がモデル。）
- しーたん（宍粟市マスコットキャラクター、しそうの豊かな森林に住む女の子。 市花のササユリの帽子を被っている。）
- 時のわらし（明石市マスコットキャラクター、1888年1月1日（日本標準時施行日）生まれ。古い時計の中に住み「時のまち明石」の時間を守っている時の妖精。）
- ぼっくりん（高砂市高砂商工会議所）
- おさよん（佐用町観光イメージキャラクター）
- 赤とんぼくん（たつの市イメージキャラクター）
- かっつん・デミーちゃん（加古川市マスコットキャラクター、ご当地グルメ「カツめし」から命名）
- いなっち（稲美町マスコットキャラクター）
- にっしー（西脇市マスコットキャラクター）
- カナちゃん（三木市マスコットキャラクター）
- ウェルビー・ハッピー（小野市マスコットキャラクター）
- ねっぴ〜（加西市マスコットキャラクター）
- 加東伝の助（加東市マスコットキャラクター）
- たか坊（多可町マスコットキャラクター）
- カーミン（神河町マスコットキャラクター）
- フクちゃん・サキちゃん（福崎町マスコットキャラクター）
- ど根性大根・大ちゃん（相生市マスコットキャラクター）
- たいし君・あすか姫（太子町マスコットキャラクター）
- 円心くん・エイトちゃん（上郡町マスコットキャラクター）
- ひまりん（市川町マスコットキャラクター）
- 陣たくん（赤穂市観光マスコットキャラクター）

### 奈良県
- せんとくん（奈良県、平城遷都1300年記念事業マスコット→2011年より奈良県マスコット・県職員）
- まんとくん（クリエイターズ会議大和→まんとくんネット、平城遷都1300年記念事業マスコット。「せんとくん」に反対する市民らが公募で決定）
- なーむくん（奈良県、せんとくんに対抗し南都二六会によりデザインされたキャラクター。少年時代の聖徳太子がモデル）
- やまとくん or 大仏君（1984年わかくさ国体公式マスコット。大仏をモチーフ）
- カッシーくん（香芝市キャラクター）
- ゴーちゃん（五條市シンボルキャラクター）- カッキー、星博士との3キャラで「ゴーカスター」のユニットを組む（2011年8月15日より）
- カッキー（五條市・旧西吉野村マスコットキャラクター） - 五條市合併後も現役
- 星博士（五條市・旧大塔村マスコットキャラクター） - 五條市合併後も現役
- 郷士くん（十津川村イメージキャラクター） - 十津川郷士に由来。
- ごんたくん（下市町マスコットキャラクター） - 『義経千本桜』の「いがみの権太」から。
- こだいちゃん（橿原市PRキャラクター、ロマントピア藤原京'95マスコット）
- たけまるくん（生駒市イメージキャラクター）
- たつたひめ（三郷町、龍田姫がモチーフ）
- てくちゃん・りんちゃん（天理市マスコットキャラクター）
- 長屋くん（平群町、長屋王がモチーフ）
- 左近くん（平群町、島左近がモチーフ）
- しぎとらくん（平群町、信貴山観光協会）
- パゴちゃん（斑鳩町）[207]
- ひみこちゃん（桜井市マスコットキャラクター）
- みくちゃん（大和高田市マスコットキャラクター）
- みやっぴぃ（三宅町）
- ももたん（田原本町観光協会） - 桃太郎のモデル吉備津彦命生誕地に由来。
- 楼閣くん（田原本町、唐古・鍵遺跡キャラクター）
- 山幸彦（川上村キャラクター）
- 蓮花ちゃん（葛城市マスコットキャラクター。「せんとくん」の恋人候補という設定で発表された）
- 吉野ピンクル（吉野郡吉野町。桜の花がモチーフ）
- 雪丸（王寺町、聖徳太子の愛犬がモチーフ）

### 和歌山県
- わかぱん（和歌山観光PRシンボルキャラクター）[208]
- きいちゃん（和歌山国体）[209]
- たなべえ（田辺市、田辺観光協会） - 武蔵坊弁慶がモチーフ
- うめっぴ（田辺市、JA紀南）
- みかっぴ（田辺市、JA紀南）
- かきおうじ（伊都郡かつらぎ町観光協会）- 特産の柿がモチーフの王子様
- ももひめ（かつらぎ町観光協会）- 桃がモチーフのお姫様
- なしじい（かつらぎ町観光協会）- 梨がモチーフの執事
- いちご娘（かつらぎ町観光協会）- 苺がモチーフのメイド
- ピオーネ隊長 - ぶどう兵団の隊長
- イノブータン大王&キララ王妃（西牟婁郡すさみ町、イノブータン王国）[210]
- 梅の実の妖精プララ（日高郡みなべ町）
- だるだる - 熊野地方に伝わる妖怪ダル一族の自称男の子。「伝説・民話・妖怪」等を熊野の地域資源としてPRしている。特技は、だるだるダンス。

### 鳥取県
- トリピー（鳥取県）‐元々は山陰・夢みなと博覧会のキャラクター。第一回ゆるキャラ大賞、安斉肇賞受賞、ゆるキャラ界のカリスマ。
- ととリン（第31回全国豊かな海づくり大会鳥取県実行委員会）
- ピアート（鳥取県国民文化祭） - 第一回ゆるキャラ大賞、大賞受賞[211]。
- とりモー（第9回全国和牛能力共進会）
- ナシータ・カニーラ（鳥取市鳥取・因幡観光ネットワーク協議会、2009鳥取・因幡の祭典マスコットキャラクターとして誕生）
- なっちゃん・らっちゃん（鳥取市福部総合支所、なっちゃんは20世紀梨、らっちゃんは砂丘らっきょうがモチーフ）
- 夢兎くん（わらべ館）
- ロビット（わらべ館、1989年に開催された鳥取・世界おもちゃ博覧会マスコットキャラクターとして誕生）
- ヨネギーズ（ネギ太・ネギ子）（米子市キャラクター）
- 夏味（なつみ）ちゃん（大栄スイカ100周年記念のマスコット）
- ピロロ・ポロロ（南部町、とっとり花回廊マスコットキャラクター）
- むきぱんだ（大山町観光ホームページマスコットキャラクター）
- ぐ〜ちゃん（大山町大山参道振興会マスコットキャラクター）
- みとちゃん（三徳山世界遺産登録運動推進協議会）

### 島根県
- しまねっこ（島根県観光連盟、みことくん・まがたまちゃんに代わる新キャラクターとして2010年誕生）
- みことくん・まがたまちゃん（島根県観光連盟。しまねっこ登場後も活動中）
- まめなくん（健康長寿しまねマスコットキャラクター）
- 雲太くん（島根県立古代出雲歴史博物館）
- 出雲ちゃん（島根県立古代出雲歴史博物館）
- オロチくん（島根県芸術文化センター グラントワ）
- テンピー（島根県立三瓶自然館サヒメル）
- ゴビィちゃん（島根県立宍道湖自然館ゴビウス）
- ぺんきち（しまね海洋館アクアス、オオサマペンギンのマスコット）
- なみ（しまね海洋館アクアス、シロイルカのマスコット）
- あっぱれくん（松江市、2007年 - 2011年・松江開府400年祭）[212]
- ドリームピオニ（松江市、旧八束町時代1998年にボタン国際シンポジウムマスコットとして誕生）
- あらエッサくん（安来市）
- 人麻呂（江津市、柿本人麻呂がモチーフ）
- よさみ姫（江津市、依羅娘子（よさみのおとめ）がモチーフ）
- メロ太（益田市、飯田特産のメロンをPR）
- ゆず子（益田市、美都特産のゆずをPR）
- らとちゃん（大田市、石見銀山世界遺産、螺灯がモチーフ）
- わさまる（益田市、匹見特産のわさびをPR）

### 岡山県
- ももっち（岡山県）- 2006年から 元々は晴れの国おかやま国体のマスコットキャラクター
- うらっち（岡山県、鬼の女の子）
- うじょうくん（岡山市）- 1997年の築城400年イベントで誕生
- ミコロ・ハコロ（岡山市）
- くーぴっと（倉敷市）
- ひめっ子（新庄村）
- びぜこちゃん（備前市、備前みどりのまほろば協議会マスコット）
- まにぞう（真庭市）
- みまちゃん（美作市）
- むさっち（美作市、宮本武蔵がモチーフ）
- カッピー（久米南町）[213]
- とうくん、ふーちゃん（山形とうふのマスコット）[214]

### 広島県
- アダビィ（広島県土木局） - 広島県アダプト制度マスコットキャラクター
- あらら（広島市環境局）
- い〜ねくん（JA全農ひろしま）
- イクちゃん（広島県健康福祉局）
- かぐやパンダ（竹原市障害者自立支援協議会）
- きりこちゃん（三次市）
- キョロやまくん（庄原さとやま博のマスコットキャラクター→庄原市観光協会マスコットキャラクター）[215]
- 県央くん（東広島市、旧福富町のマスコットキャラクター）[216]
- ささえくん（広島県総務局財務部税務課） - 広島県地方税納税推進キャラクター
- じゃぐっちー（広島市水道局）
- タッ君（広島県総務局財務部）
- てつぞー（引退）→呉氏（呉市）
- ひろくん・けいちゃん（広島刑務所）
- ひろげんき君（呉市、広まちづくり推進協議会）
- ひろしま清盛（広島県観光課） - 大河ドラマ「平清盛」広島県推進協議会マスコット
- ブンカッキー（けんみん文化祭ひろしまマスコットキャラクター→ひろしま文化振興財団マスコットキャラクター）[217]
- ふでりん（熊野町） - 熊野町観光大使。熊野筆がモチーフ。
- モーリー（広島県農林水産局、 ひろしまの森林づくりフォーラム）
- もみりん（安芸太田町） - 天然記念物「やまね」をモデルにした恐羅漢山の麓に生息している森の妖精。
- ゆっぴー（社団法人青少年育成広島県民会議（広島県庁内））広島県の青少年のマスコット[218]
- ローラ（福山市） - バラの妖精。
- やっさだるマン - 三原市公式マスコット

### 山口県
- ちょるる（山口県、第66回国民体育大会・第11回全国障害者スポーツ大会マスコットキャラクター→おいでませ!山口イヤー観光交流キャンペーンマスコットキャラクター→おいでませ山口観光宣伝部長）
- おおちゃん・うっち〜（山口市、山口開府650年マスコットキャラクター。大内人形がモチーフ）
- ゆう太くん（山口市、湯田温泉マスコットキャラクター）
- ゆう子ちゃん（山口市、湯田温泉マスコットキャラクター）
- くだまる（下松市、市制施行80周年記念キャラクター→同市公式マスコットキャラクター）
- チョーコクン（宇部市、市制施行90周年記念キャラクター→同市イメージキャラクター）[219]
- エコハちゃん（宇部市、エコフェアキャラクター→同市環境イメージキャラクター）
- ゲンキー（宇部市、同市健康づくりキャラクター）[220]
- ゆーびーちゃん（宇部市、U-BEE プロジェクトみつばちキャラクター）[221]
- ねたろう君（山陽小野田市）
- 海野みこと（萩市）
- ほっくん（下関市、豊北町）

### 徳島県
- すだちくん（徳島県） - もとは1993年「東四国国体」の徳島県マスコットだった。第一回ゆるキャラ大賞、山田五郎賞受賞
- ちっかーず（すだちくんとともに第22回国民文化祭のマスコットを務める。）
- トクシィ（徳島市）
- うずしおくん（鳴門市、渦潮をモチーフとした青い服、大鳴門橋をイメージした冠をかぶる）
- うだつまる（美馬市観光協会。市内に残る「うだつ」がモチーフ）

### 香川県
香川県のキャラクターは 香川県庁公式サイト を参照のこと。
- 人権かがやきくん（香川県人権啓発推進会議）
- うーみん・ゆーみん（綾歌郡宇多津町、海ほたるがモチーフ）
- さっきー（さぬき市）
- さかいでまろ（坂出市）

### 愛媛県
- みきゃん（愛媛県、2017年に開催される愛顔つなぐえひめ国体のマスコットキャラクター）
- バリィさん（今治市）
- せい坊（西予市）
- げんきくん（西予市）
- コシロちゃん（えひめこどもの城）
- もーにくん（宇和島市）
- よしあきくん（松山市・松山城）
- しこちゅ〜（四国中央市）
- 新居浜まちゅり（新居浜市）

### 高知県
- くろしおくん（高知県）-2003年から 元々はよさこい高知国体のマスコットキャラクター[222]。
- まち・ゆうき君（高知県のおもてなしをアピールするためのイメージキャラクター）[223]
- あさごはんまん、みそしるちゃん、はやおきくん、はやねちゃん、よふかしおに（高知県保幼小中高PTA連合体連絡協議会） - 「早ね 早おき 朝ごはん」キャラクター[224]
- 防災キャラクター（高知県危機管理部地震・防災課）[225]
- たいさくくん、ヘルパちゃん、トラフ博士、つなみまん、ゆうどうくん、じしんまん
- 高知の野菜11人きょうだい（園芸こうち販売促進事業実行委員会）[226]
- しんじょう君（須崎市）

### 福岡県
- 飛梅丸（とびうめ国文祭）[227]
- エコトン（福岡県広報部長）[228]- 「福岡県地球温暖化対策マスコットキャラクター」として2009年に公募により誕生。2013年2月1日に「福岡県広報部長」の辞令を交付された[229]。着ぐるみ化されており、県内の環境イベントや県外での観光PR等で活躍中。2013年6月現在、3体の着ぐるみが存在（1号は上下分離型で「ヨダレ」のオプションあり。2号と3号は送風ファン内蔵の改良型）。2014年放送のNHK大河ドラマ「軍師官兵衛」にあわせて、2013年12月ごろから、「なりきり官兵衛」が活動している[230]。「なりきり官兵衛」はエコトン3号が、赤い兜と眉毛を装着し、手には采配を持っている。

#### 北九州市
- ていたん（北九州市の環境キャラクター）低炭素から「ていたん」という名前になった。地球温暖化で住処が脅かされた北極の白熊が環境未来都市・北九州市に助けを求めに来て、居心地がいいので居着いてしまったという設定。相棒のブラックていたんは職員のパロディ作品が定着。当初は「エコ」ではなく「エゴ」を主張するキャラクターだったが、北九州市が平成２０年から実施している「環境首都検定」に合格し、エゴからエコに変わったという設定になった。市内に全戸配布されている情報誌「ていたんプレス」を年3回発行している[231]。
- モモマルくん（北九州市人権の約束事運動マスコットキャラクター）着ぐるみがあり、人権動画等に活用されている。イラストは北九州市在住の漫画家・萩岩睦美さんによるもの[232]。
- じーも（北九州市門司区のキャラクター）門司区にある第七管区海上保安庁によって発見された「うみぼうず」で、関門海峡に住むうみぼうずの末裔という設定。門司区役所の職員たちによって平成11年（1999年）に製作された。着ぐるみやキャラクターグッズが販売されている。また門司港レトロ地区、JR門司駅にFRP像が設置されている[233]。

#### 福岡市
- グリッピ（福岡市花と緑のマスコットキャラクター）[234] - 2005年に福岡アイランドシティで開催された全国都市緑化ふくおかフェア（通称・アイランド花どんたく）のマスコットキャラクターが流用され広く活躍。
- うみっぴ（福岡市海浜公園のマスコットキャラクター） - デザインも含めてグリッピの弟的キャラクターだが関連性は不明[235]。
- エコッパ（福岡市環境局）
- 水道ボーイ フクちゃん（福岡市水道局）
- ニッコりん（福岡市城南区） - 城南区衛生課が2004年に食中毒予防キャンペーンの一環で制作した幼児向け絵本の作中、油山の妖精として登場。翌年の城南区ホームページのリニューアルに伴って区のシンボルキャラクターに昇格[236]。
- ワルもん（城南区が制作した絵本に登場する病原性大腸菌O-157の王様。ニッコりんとともに着ぐるみ化されている)

#### その他市町村
- 未来ホタル サイ君（北九州市環境ミュージアム）
- つくしちゃん（筑紫野市） - 市制40周年を記念して1992年に誕生。2013年1月に成人式を迎えた。
- 大野ジョー（大野城市）
- 千梅ちゃん（太宰府市） - 元は同市商工会のキャラクターであったが、2011年7月27日付で太宰府市推薦キャラクターに任命された。
- チク号（筑後市）
- なかっぱ（中間市）[237]
- くるっぱ（久留米市）
- こっぽりー(柳川市）
- モッカくん(大川市）
- くすっぴー(みやま市）
- ジャー坊（大牟田市）[238]

### 佐賀県
- ゲンくん・アリアちゃん（佐賀県）- 2005年誕生。第26回全国豊かな海づくり大会のキャラクター。佐賀県豊かな海づくり推進協議会が使用を継続[239]。
- ゆうちゃん（佐賀県）- 2010年誕生。佐賀県のユニバーサルデザイン推進をPR[240]。
- たべんばくん（佐賀県） - 2010年誕生。さが食育フェスタ2010のキャラクター[241]。
- カッチー隊（グラン君、マリン君、スカイ君）（自衛隊佐賀地方協力本部） - 2002年誕生[242]。
- カチッパ（佐賀県高等学校文化連盟）- 2008年誕生。
- 俵マイ（佐賀市）[243] - 2008年誕生。観光キャラクター。
- ピコピコ（佐賀市） - 第5回3R推進全国大会をPR[244]。
- もりっぴー（佐賀市建設部緑化推進課）[245]
- まほろちゃん・美古都（みこと）ちゃん・大和くん（旧大和町→佐賀市）
- ふわり(Fuwaly)（佐賀インターナショナルバルーンフェスタ）[246]
- とっとちゃん（鳥栖市） - 2004年誕生。
- ありたん（有田町） - 2011年誕生。有田陶器市のキャラクター[247]。
- いまりんモーモちゃん（伊万里市） - 伊万里牛ブランドをPR。
- おしくらマン（武雄市） - 2001年誕生。ニュースポーツ「全日本美味暮（おしくら）まんじゅう選手権」[248]。
- 唐ワンくん・舞ヅルくん（唐津市） - 2008年4月誕生。唐津城築城400年記念事業のキャラクター。
- 呼子ケンちゃん・呼子サキちゃん（唐津市） - 2008年誕生[249]。
- 虹松まもる（唐津市） - 虹の松原のキャラクター[250]。
- かーらっキー（唐津競艇場）[251]
- きやまん（基山町） - 2010年誕生[252]。
- くねんワン・くねんニャン（神埼市） - 2010年誕生[253]。
- 多久翁さん（多久市） - 2011年誕生。多久聖廟にちなみ孔子をキャラクター化[254]。
- ガネッタ・つきみん（太良町） - 特産の竹崎かにとみかんをイメージ。
- タラレンジャー（ガネレッド、ガネブルー、ナルトビエイジ、ワラスボマン2号・3号）（太良町）
- なし万里くん・万梨之助くん・梨里ちゃん（伊万里市） - 2000年誕生。伊万里梨をPR。
- ゆっつらくん（嬉野市）[255] - 2012年誕生。嬉野温泉のキャラクター。
- ビッキー・ピンキー（江北町） - 1994年誕生[256]。
- ひみか・やよい（吉野ヶ里町・吉野ヶ里歴史公園） - 2001年誕生[257]。
- ようかん右衛門・こい姫（小城市） - 2010年4月誕生。小城市のマスコットキャラクター[258]。

### 長崎県
- がんばくん・らんばちゃん（長崎がんばらんば国体）[259]
- ちかまるくん（小値賀町）
- さるくちゃん（長崎市長崎さるく博'06） - 2006年、都市対抗野球大会の長崎市代表の三菱重工長崎のスタンド応援に登場していた[260]。
- 海都くん（壱岐市立一支国博物館）[261]

### 熊本県
- くまモン（熊本県、くまもとサプライズキャンペーン）
- 森のくまさん（熊本県産米「森のくまさん」キャラクター）[262]
- ひごまる（熊本城築城400年祭PRキャラクター）
- ショータ（熊本市消費者センター）
- タバルくん、コマチ姫（熊本市）
- タマにゃん（玉名市音楽イベントマスコット）
- ころう君（菊池市・山鹿市） - 鞠智城イメージキャラクター
- 五岳君、火の子ちゃん（阿蘇市） - 川崎のぼるデザイン
- キャロッピー（菊陽町）[263] - 特産の人参をモチーフとしている
- うぶちゃん（産山村）
- 四郎くん（上天草市）
- うとん行長しゃん（宇土市）[264] - 小西行長をモチーフとしている
- キャプテン海道くん（天草市、天草海道博スペシャルイベント あまくさロマンティックファンタジーキャラクター）
- たぁみ(八代市農業振興課)
- 愛ちゃん(八代市鏡支所、ふる郷愛鏡祭キャラクター)[注 4]

### 大分県
- カボたん（大分県、大分県カボス振興協議会に全ての業務を委託） - 2005年から。元全国都市緑化おおいたフェアのマスコットキャラクター。
- めじろん（大分県） - 大分県のマスコットキャラクターになってからの肩書きは、「大分県応援団“鳥”」。元チャレンジ!おおいた国体のマスコットキャラクター。
- みずタン（大分市） - 大分市上下水道局マスコットキャラクター[265]。
- クリリン（大分市） - 「日本一きれいなまちづくり」シンボルキャラクター[266]。
- アスまるくん（大分市） - 大分市地球温暖化防止キャラクター[267]。
- べっぴょん（別府市）[268]
- さくっと十四郎（別府市） - とり天Bメンキャラクター[269][270]。
- 麺田チュルみ（別府市） - 別府冷麺団キャラクター[269][271]。
- プリオくん（別府市） - 別府プリンマスコットキャラクター[272][273]。
- くろかんくん（中津市） - 中津市軍師官兵衛推進事業公式キャラクター[274]。
- さいき公、とよの方、ゆたか丸、めぐみ姫（佐伯市） - 「さいき殿伝」キャラクター[275][276]。
- ほっとさん（臼杵市） - 臼杵市観光PRキャラクター[277][278]。
- つくみん（津久見市）[279]
- ラッピー（豊後高田市） - 豊後高田市ふるさとキャラクター[280]。
- 花こづち（豊後高田市） - 豊後高田市立図書館マスコットキャラクター[281]。
- きつみん（杵築市）[282]
- うさからくん（宇佐市） - 宇佐市観光PRキャラクター[283]。
- ラッキーウサ（宇佐市） -  宇佐市公認文化観光大使。EXILE ÜSAがプロデュース[284]。
- ヘプタゴン、なばっピー（豊後大野市）[285]
- ゆーふー（由布市）[286]
- さ吉くん（国東市） - 国東市PRマスコットキャラクター[287]。
- ハローキティ（日出町） - 日出町と町内でハーモニーランドを運営するサンリオエンターテイメントとが結んだ基本合意書に基づいて、2016年12月16日に「ハローキティとくらすまち ひじ」宣言を行い、ハローキティ等を活用して、観光客の誘致や若年層の定住促進等の活性化事業を行っている[288]。
- くるりん（玖珠町） - 同町出身の童話作家久留島武彦のゆるキャラ[289]。
- ミヤちゃん（九重町）[290][291]。
- ゆー坊&マー君（別府競輪場）[292]
- だいふくん、さくらかーさん、いちごちゃん、きなこばあば、おいもとーさん、Mr.オーレ、よもじぃ（大分県社会福祉協議会マスコット）[293]

### 宮崎県
- みやざき犬（宮崎県）
- ボラみん（宮崎県社会福祉協議会）[294] - みやざきボランティア活動推進マスコットキャラクター
- ミッシちゃん（宮崎市観光協会）
- リサイクルマン（宮崎市） - リサイクル推進のキャラで、顔は牛乳パック
- ぼんちくん  （都城市）
- かどっぴー （門川町）
- おつるちゃん （椎葉村）
- ひょう助 （日向市）
- にちなんぢゃ様（日南市）

### 鹿児島県
- ぐりぶー（第28回全国都市緑化かごしまフェアマスコットキャラクター。閉幕後は「かごしまPRキャラクター」として活躍）
- さくらじまん（ねんりんピック鹿児島2008マスコット。閉幕後は「かごしまPRサポーター」として活躍）
- まるりん（屋久島環境文化財団イメージキャラクター）
- かのやカンパチロウ（鹿屋市）

### 沖縄県
- マハエ（沖縄県）沖縄の伝統的な女性をモチーフにしたもの。琉装とかりゆしウェアバージョンがある。沖縄観光コンベンションビューローのマスコットだが、沖縄県のマスコットと認識されている。
- なはっぴー（那覇市）太陽の形をしたキャラ、NAHAマラソンに主に登場。後述のなんじぃより登場時期が早い。
- エイ坊（沖縄市）沖縄の伝統芸能エイサーのキャラ。エイサーのまち沖縄市を宣伝するために、日々がんばっている。仲間にサーちゃん、たーくん、さなじぃがいる。
- なんじぃ（南城市）沖縄県の自治体でもっとも認識度の高いキャラ。ゆるキャラグランプリに沖縄県から参加。
- ピカリャ〜（竹富町）[295] - 西表島の伝説の生き物であるヤマピカリャーがモチーフ。

## 選挙管理委員会関係
- 選挙のめいすいくん【財団法人明るい選挙推進協会】投票箱をモチーフにしたキャラクターで以下の家族もいる。
  - 選挙のめいすいくんの「お父さん」（選挙と書かれたネクタイをしている。）
  - 選挙のめいすいくんの「お母さん」（選挙と書かれたハンドバッグをさげている）
  - 「ただしくん」（選挙のめいすいくんの弟）
  - 「メイちゃん」（選挙のめいすいくんの妹）

※選挙のめいすいくんは独自のマスコットを設けていない都道府県市区町村の選挙管理委員会のマスコットも兼ねている。
  - ご当地めいすいくん
    - なまはげめいすいくん【秋田県選挙管理委員会】なまはげバージョン。
    - 山伏めいすいくん【山形県選挙管理委員会】山伏バージョン。
    - 伊達めいすいくん【宮城県選挙管理委員会】伊達政宗バージョン。
    - 未来のめいすいくん【東京都選挙管理委員会】未来のTOKYOからやってきた設定。
    - 神楽めいすいくん【宮崎県選挙管理委員会】高千穂町の神楽姿。選挙で選出された。
    - キジムン【沖縄県選挙管理委員会】キジムナーバージョン。
    - 僧兵めいすいくん【三重県菰野町選挙管理委員会】僧兵バージョン。
    - ゆめちゃん【大阪府箕面市選挙管理委員会】柚子と紅葉をあしらったもの。

### 都道府県単位
- パピット【栃木県選挙管理委員会】栃木県の特産、イチゴをモチーフにしたキャラクターで時代の流れを見るための大きな目と時代に耳を傾けるための大きな耳が特徴。
- せんきょ君【千葉県選挙管理委員会】架空の動物キャラクター。かぶっている帽子は棄権防止（防止＝帽子）のアピール。
- せんきょ犬【茨城県選挙管理委員会】選挙権と犬をかけあわせている。
- 選挙の権さん・リッキー【東京都選挙管理委員会】江戸っ子の権さんと若い女性リッキーのコンビ。
- ほたりちゃん【長野県選挙管理委員会】長野県の清流に棲む「ホタル」と同県の高原に咲く「リンドウ」をモチーフにしたキャラクターで「明るく、きれいで正しい選挙」という願いがこめられている。
- イッピョウくん【愛知県選挙管理委員会】選挙の投票用紙をモチーフにしたキャラクター。
- いっぴょん【三重県選挙管理委員会】三重の「三」の字による三つの輪を基調としたキャラクター。耳は三重の「M」の文字がモチーフとなっている。体系は丸型。
- いっぴょう君【香川県選挙管理委員会】イッピョウくん同様、選挙の投票用紙をモチーフとしているが鉛筆を手にしているのが特徴。

### 市区町村単位
- てとりん【宮城県仙台市選挙管理委員会】[296]モチーフは地球。まつげのある方が女の子、ない方が男の子を表しており、伊達政宗の兜の前立て（三日月）から仙台がイメージされている。デザイン、名称とも公募による。詳細は 仙台市選挙管理委員会、てとりん日記 を参照。
- みらいクン【埼玉県さいたま市選挙管理委員会】市の花サクラソウが描かれた投票箱の上に、ヒマワリ型の顔が乗ったデザイン。 ヒマワリの花びらは行政区の色になぞらえ十色あり、さいたま市の全ての区を表している。
- エラビ→【東京都足立区選挙管理委員会】ダルメシアンをモチーフにしたキャラクター。棄権防止を訴えている。
- イックン【神奈川県川崎市選挙管理委員会】イカをモチーフにしたキャラクター。足の数は7本だがこれは川崎市の行政区を表したもの。
- イコットちゃん・イコットJr【神奈川県横浜市選挙管理委員会】灯台をモチーフにしたキャラクター。選挙の大切さを訴えている。
- えら坊【神奈川県横浜市青葉区選挙管理委員会】鉛筆をモチーフにしたキャラクター。
- いこあら【神奈川県横浜市金沢区選挙管理委員会】コアラをモチーフにしたキャラクター。
- ひょう太【神奈川県藤沢市選挙管理委員会】一票の大切さを訴えるのにふさわしいことからヒョウがモチーフとなっている。
- トウヒョウザウルスきめたろう【新潟県新潟市選挙管理委員会】恐竜をモチーフにしたキャラクター。「きめたろう」は一般公募による。
- クリタン【愛知県名古屋市選挙管理委員会】アライグマがモチーフのキャラクター。物を洗うしぐさからきれい好きのイメージがありきれいな選挙を呼びかけるのに最適とされたとか。
- センキョン【大阪府大阪市選挙管理委員会】[297]
  - 大阪市のメインストリート、御堂筋のイチョウ並木から生まれた妖精という設定。イチョウの葉っぱワンピースと鉛筆型の帽子をかぶっているのが特徴で大阪の町を飛び回って明るい選挙を呼びかけている。
- センカンちゃんとチャチャ【岡山県岡山市選挙管理委員会】投票箱をモチーフとしたキャラクター。チャチャは仲良しの子犬。
- いっぴょん【広島県広島市選挙管理委員会】投票用紙をモチーフとしたキャラクター。同県同市の環境キャラクター「かっくん」と行動を共にしている。（ちなみに「かっくん」は空き缶をモチーフにしたキャラクター。）
- 一票さん一家【福岡県北九州市選挙管理委員会】都道府県市区町村の独自マスコットでは唯一の人物キャラ。一家総出で「明るい、きれいな選挙」を呼びかけている。家族構成は以下の通り。
  - 一票大五郎（父さん）江戸っ子、仕事は大工で趣味は晩酌。
  - 一票花江（母さん）北九州生まれ、主婦でガーデニングにこっている。
  - 一票清五郎（花江の父）孫のためにも投票を欠かさないほどの選挙好き。
  - 一票花子（長女）元気がとりえ。選挙権がないので行くのを楽しみにしているとか。
  - 一票小五郎（長男）甘えん坊。選挙権について日々勉強しているとか。
  - 一票ゴロウ（愛犬）